# Хронология украинского повстанческого движения (1944)
Ниже приведён список событий, связанных с участием Организации украинских националистов, Украинской повстанческой армии и других украинских националистических организаций за 1944 год.

## Хронология противостояния против Третьего Рейха и его союзников

### Январь
- 5 января — согласно донесению штаба группы армий «Юг», во время антипартизанских операций в 25 километрах к юго-западу от Винницы был обнаружен и разгромлен штаб «украинской национальной банды». Ещё один отряд УПА во время рейда на запад от Полонного был остановлен артиллерийским обстрелом[1].
- 6 января — на дороге из Селиски в Бобрку уповцы обстреляли немцев, конвоировавших несколько дезертиров из дивизии СС «Галичина»[2].
- 8 января;
  - в Николаеве немцы арестовали члена подполья, явившегося в немецкой форме. Его товарищ застрелил конвоировавшего его немца, что позволило ему бежать. Во время погони за беглецами немцам удалось обнаружить ещё одного члена ОУН, «Ворона», который был убит в перестрелке[2].
  - нападение УПА на комендатуру шуцполиции в Турке. Убит старший вахмистр Вагнер. В отместку за инцидент 12 января в Дрогобыче оккупационные власти публично казнят 10 сторонников ОУН[3].
- 14 января — украинские повстанцы убили коменданта вспомогательной полиции Дашавы Владимира Гладкого. За это оккупационные власти 21 января казнят в Стрые 20 членов и сторонников ОУН[4].
- 21 января — согласно донесению Абвера, отряд УПА численностью в 60-70 человек пленил патруль солдат вермахта под командованием капитана Герца у села Колодное. Одного немца убили, других — скрутили и доставили на санях в штаб-квартиру отряда УПА. Командир повстанцев свободно владел немецким языком. Он рассказал, что УПА хочет наладить сотрудничество с вермахтом. Отношение к пленным было хорошим. Командир отряда УПА сказал капитану Герцу, что он будет убит при малейшем подозрении, что переговоры с Украинской повстанческой армией вызовут неудобства в будущем. Затем немцев без оружия отпустили и они шли пешком в Кременец[5].

### Февраль
- 5 февраля — публичная казнь 20 активистов ОУН в Долине. Причина: убийство подпольщиками учителя-коллаборациониста 24 января в села Ценява[6].
- 6 февраля — в селе Башуки в Кременецком районе, из венгерского войска в ряды УПА дезертировали 60 гонведов закарпатского происхождения[7].
- 10 февраля — во время нападения боевки ОУН на больницу в райцентре Ходоров во Львовской области похищен раненый немцами повстанец Антон Хомусяк, уничтожен немецкий лейтенант[8]. В ответ на нападение в Стрые 18 февраля публично казнили 20 арестованных членов ОУН[9].
- 11 февраля — в селе Городище на Самборщине повстанцы убили коменданта полицейской станицы Романа Кучабского, полицейского Ивана Ортинского, повариху отдела полиции и немецких чиновников Фаддея Бискингера, Вильгельма Шнайдера, Яна Карманна. В отместку за инцидент 15 ферваля в Дрогобыче оккупационные власти публично казнят 30 сторонников ОУН[10].
- 17 февраля — уповцы убили двух полицаев-туркменов в селе Стрелки. Ответом немцев будет публичная казнь 10 арестованных оуновцев в Самборе 1 марта[11].
- 21 февраля;
  - в селе Мариловка Чертковского района бойцами отряда УПА был убит немец, управляющий фольварком[12].
  - в Чорткове оуновцами был застрелен комиссар Крипо. В ответ было расстреляно 27 человек — девятнадцать украинцев и восемь россиян[13].
  - в селе Папирня Теребовлянского района в засаде УПА были убиты четверо немцев и похищены двое полицейских[2].
- 25 февраля;
  - в Дубненском районе во время перехода линии фронта в стычке с немцами получил смертельные ранения командир ВО «Заграва» Сильвестр Затовканюк (Пташка)[14].
  - уповцы отбили арестованных оуновцев, которых перевозили из Жабье в Косов[2].
- 22 февраля — украинские повстанцы уничтожили польских полицейских и четырёх немцев на хуторе Псары (близ села Подусельна)[12].
- 29 февраля;
  - стычка между УПА и 5-м Галицким полицейским полк в селе Горбков на Сокальщине (погиб один партизан)[15].
  - боёвка ОУН убила польского полицая в Старом Мизуне. Ответом оккупационной власти будет публичная казнь 10 арестованных оуновцев в Дрогобыче 18 марта[16].
  - в Голобутове повстанцы убили украинского полицая Степана Годова. В ответ 9 марта оккупационные власти арестуют и казнят в Дрогобыче 20 членов ОУН[17].

### Март
- 4 марта — в селе Заречье близ Делятина боёвка ОУН убила офицера железнодорожной полиции (Баншуц). В ответ около сорока украинцев, все мужчины, были расстреляны, оставшееся население было депортировано в Станислав[18].
- 8 марта — в селе Болохов под Калушем повстанцы убили четырёх работников Крипо (немца и трёх поляков-фольксдойчеров)[19].
- 12 марта — в селе Ласковцы в Теребовлянском районе боёвка СКВ провела разоружение венгерского подразделения из 17 человек, двое гонведов за оказание сопротивления были убиты, а остальные были отпущены на свободу[20].
- 13 марта — в селе Стульно взвод 1-го батальона 5-го Галицкого полицейского полка СС, убив своих командиров, перешёл на сторону УПА[21].
- 20 марта;
  - у села Луковичи в стычке с немцами погиб шеф штаба ВО «Туров» Алексей Шум (Вовчак)[22].
  - в селе Лудин Владимир-Волынского района УПА окружить и разоружить взвод мельниковского Украинского легиона самообороны из 30 человек, но те оказали сопротивление, а на помощь им пришёл 5-й Галицкий полицейский полк. После двухчасового боя подразделение 5-го полка отступило, потеряв 1 бойца убитым и 3 ранеными. Партизаны потеряли 1 убитым и 2 ранеными[23][24].
  - боёвка СБ-ОУН атаковала группу венгерских солдат, направлявшихся в Доминополь возле моста через реку Турья. Пятеро из них погибли, восемь попали в плен[25].
- 23 марта;
  - в деревне Болохов под Калушем партизаны разоружили фольксдойче, которые передвигались на 40 обозах[26].
  - бойцы УПА убили около 200 фольсксдойче и поляков в немецкой сельскохозяйственную колонии Брукенталь в Сокальском районе. Все хозяйства были разорены и сожжены[27].
- 24 марта — самооборона села Гнийно разоружила 22 венгерских солдат, направлявшихся в Доминополь «к полякам». Не исключено, что военнопленные были ликвидированы, потому что в последующие дни в селе дважды появлялись расследующие дело немцы. Интересно, что в селе не только не проводили репрессий, но даже рекомендовали «бить» переходящих на сторону польских партизан венгров и предостерегали от планируемого венгерского возмездия[28].
- 26 марта — охранная сотня старшинской школы УПА «Олени» в Карпатах под командованием «Конька» (Михаила Гальо) разоружила между селами Старый и Новый Мизунь Долинского района роту из 180 венгров, выдвигавшихся на немецко-советский фронт. В ответ венгры 4 апреля убили более 70 гражданских украинцев в этих сёлах[29].
- 28 марта — боевка ОУН «Бурлая», насчитывавшая 80 человек, разоружила роту венгерских солдат в селе Хлебычин Снятинского района[30].
- 29 марта — в селе Пукасивцы (ныне Букачёвцы) недалеко от Галича, венгерские солдаты расстреляли 18 украинских крестьян только за то, только за то, что здесь пропало семь гонведов[29].
- 30-31 марта — боёвка СБ-ОУН под руководством «Бориса» (Ивана Погоривского), имитировав нападение на комендатуру шуцполиции в Раве-Русской, содействовала дезертирству свыше 30 украинских полицейских[31]. Большинство бывших полицейских этого участка через несколько дней создали сотню УПА «Месники», история которой подробно описана в книге «Партизанскими дорогами с командиром „Зализняком“»[32].
- ?? марта — под Тернополем около 250 служащих 109-го батальона охранной полиции ушли в лес к УПА, перебив при этом в ночном бою 200 человек, оставшихся верными немцам, в основном членов ОУН(м) — мельниковцев и бывших военнопленных, а остатки батальона влиты в 33-й полицейский полк СС[33][34].

### Апрель
- 1 апреля — начальник СД в дистрикте Галиция оберштурмбаннфюрер СС Йозеф Витиска докладывал, что подразделения жандармерии в ходе антипартизанской операции в Рава-Русском районе обнаружили и разбили повстанческое подразделение из 30 человек под руководством Олексы Корицкого. 7 повстанцев, в том числе и командир, попали в плен и были доставлены тюрьму Равы-Русской. Были освобождены трое пленных немцев, удерживаемых УПА. Корицкий согласился сотрудничать с немецкой разведкой, и участвовать операциях в тылу советской армии и 3 мая был освобождён при посредничестве зонферфюрера Абвергруппы-104 Роберта Бургвальда. Остальные пленные повстанцы вывезены на принудительные работы в Германию[35].
- 5 апреля — в лесу между Боднаровым и Мостищем на Калущине украинскими повстанцами было разоружено венгерское подразделение, ехавшее на 4-х машинах[36].
- 13 апреля — на Калущине венгры и поляки сожгли и ограбили село Копанки. УПА в отместку атаковала польско-венгерскую экспедицию, убив или утопив в близлежащей реке более пятидесяти поляков и двух венгров[36][37].
- 17 апреля — уповцы убили 10 фольксдойче в колонии Бригидау. В ответ 20 украинцев публично казнили в Стрые 12 мая[38].
- 18 апреля — самооборона села Крапивник отбила атаку польской вспомогательной полиции[36].
- 19 апреля;
  - сотня УПА «Ягоды» с четой «Кармелюка» попали в немецкую засаду близ Лащува. Отстреливаясь, они начали отступать в сторону Посадова. Однако, не будучи уверенными в том, что атакуют немцы, они делали это довольно вяло. В результате подразделение «Кармелюка» понесло значительные потери от пулемётного и гранатометного огня — шесть убитых, три пропавших без вести, три раненых. Тем не менее от полного разгрома их спасла сотня «Ягоды», которые метким огнем остановили наступающих немецких солдат, а затем, контратаковав, заставили их отступить[39]. Потери противника украинцы оценили в десяток убитых и множество раненых. У немцев были захвачены миномёт и пулемёт, а также боеприпасы[40].
  - в селе Мыцев Сокальского района повстанцами были разоружены три жандарма[41].
  - согласно докладу командира сельского батальона «Штюбер» — лейтенанта Шпамана, у села Поддубное во Львовской области по недоразумению случилась вооружённая стычка УПА с немцами из-за того, что одетый в немецкий мундир повстанец обратился в бегство, когда экипаж бронедрезины обратился к нему с просьбой проверки документов, а саму дрезину обстреляли из церкви. Украинский сельский староста сказал немцам, что УПА борется только против поляков и что они дружественно настроены про отношению к немцам[42].
- 20 апреля;
  - в сёлах Загурник[укр.] и Рожанка на Люблинщине на сторону УПА перешло 80 бойцов 5 полицейского полка СС[43].
  - в результате нападения хорошо вооруженного отряда УПА на венгерское подразделение в селе Сивка-Калушская, солдаты отступили в Калуш, где, раздав оружие местным полякам, совместно отбили повстанческое нападение и провели пацификацию села[44].
- 21 апреля;
  - боёвка ОУН убила польского полицая Адама Пломера в Стрые. Ответом немцев будет показательная казнь 20 оуновцев и их сторонников во Львове 6 мая[45].
  - по данным немецкой разведки в середине марта к руководству УПА на Волынь прибывала делегация сербских четников. Обсуждались общие вопросы, касающиеся борьбы с большевиками и немцами. Среди прочего, была достигнута договорённость о том, что УПА будет отклонять все усилия и запросы о сотрудничестве от Иосифа Броза Тито. В частности, УПА чётко «обязалась не идти на руку Тито в установлении контактов с большевиками на своей территории». Кроме того, состоялся обмен мнениями о том, как поступать в случае краха Советского Союза и Германии. Было заявлено, что целью обоих национальных движений является создание независимых национально-славянских государств (Сербия и Украина)[46].
- 23 апреля — в деревне Глухов под Сокалем повстанцами были разоружены пять немцев[41].
- 28 апреля — в селе Новый Вербов в ходе стычки четы УПА с отделом немцев из организации «Тодт» погибли 5 немцев, 2 раненых, 3 пленных. В тот же день прибыло ещё 15 немцев, они разоружены и отпущены[41].
- Конец апреля — в деревне Пациков сотня «Благого» (Алексея Химинца) убила шестерых немцев и сожгла Liegenschaft (частную собственность)[41].

### Мая
- 3 мая;
  - боёвка СКВ убила двух немцев, грабивших украинцев в деревне Гута Бабинская Радеховского района[41].
  - в лесу под Селищем[укр.] на Станиславщине отряд СС захватил лагерь сотни УПА «Черника» и госпиталь с двумя ранеными партизанами[47].
- 4 мая — уповцы убили двух польских полицаев в Стрые. Ответом оккупационных властей станет казнь 20 украинцев 12 мая в городе[48].
- 5 мая — в деревне Завадка под Калушем произошло столкновение УПА с немецкими казаками. Немцы потеряли трех убитых. С украинской стороны были убиты семь партизан и семь жителей деревни[49].
- 6 мая — венгерский отряд в количестве 180 человек осуществил налёт на смежные села Грабовка (Калушский район) и Саджава (Богородчанский район), в результате которого было ограблено население, сожжено 166 хозяйств и расстреляно 34 человека. Во время акции в защиту населения выступил кустовой отдел самообороны (СКО), который, навязав бой и уничтожив 30 человек, заставил венгров отступить к Богородчанам[50].
- 9 мая — немцы организовали антипартизанский рейд в деревни Ястребичи, Радванцы и Воля-Радванецкая в Сокальском районе. В столкновениях с местной боёвкой СКВ погибли четыре немца. Уповцы имели потери в 5 убитыми. Восемнадцать человек были арестованы[49].
- 11 мая — оборонный бой УПА с немцами (около 500 солдат) в селе Каров Червоноградского района Львовщины. Противостояли оккупантам сотня «Галайда» (командир Дмитрий Пелип-«Эм»), сотня «Сероманцы» (командир Дмитрий Карпенко-«Ястреб») и сотня «Морозенко»[51]. В целом был неудачным для повстанцев. Они потеряли восемь человек убитыми, четыре партизана были ранены. В плен попало до сорока человек. Также погибли четыре мирных жителя. Немцам досталось шесть ручных пулемётов, крупнокалиберный пулемёт и миномёт. В Карове и соседнем Домашеве были потеряны богатые склады с припасами. Немцы частично сожгли обе деревни[52]. Потери немцев повстанцы оценивали в более чем 20 убитыми[53]. Один из пленных повстанцев хотел быть посредником в возобновлении переговоров с представителями УПА и во время контактов со своими 1 июня в Угневе сбежал от немцев[54][55].
- 13 мая — в Жолковском районе произошло столкновение немцев с отрядом УПА. У немцев четверо убито, у УПА — 4 убито, 4 ранено и пятеро взяты в плен[56].
- 14 мая — при переходе через железнодорожную линию у Равы-Русской, отдел УПА (предположительно «Кочевники») потерял четырёх убитых и пять раненых в засаде, устроенной немцами[57].
- 15 мая;
  - в селе Павельчи (ныне Павловка) Станиславовского района немцы захватили 13 уповцев с обозом, одеждой и продуктами. Через некоторое время пленных отпустили (видимо, после письма с угрозой расстрелять по десять немцев за каждого украинца)[49].
  - по сообщению начальника СД в дистрикте Галиция, в селе Мужилов, уповцы задушили четырёх солдат вермахта, а в селе Лапшин ими убит вербовщик на дорожные работы в Рейх[58].
  - у Нового Села в Любачевском районе сотня «Месники» атаковала немецкое подразделение из 250 бойцов калмыцкого корпуса. После часового боя калмыки отступили. Националисты взяли трофеи в виде оружия (несколько автоматов и винтовок, и пулемёт MG-42) и большого боекомплекта к нему[59].
- 19 мая — во время боев с АК за Набриж, сотни УПА («Бродяги», «Корсака», «Гамалия», «Лиса», «Ягоды») были атакованы немцами и «поляками-фольксдойче». Однако благодаря украинской контратаке они вынуждены были отступить к Тышовце. При этом они понесли некоторые потери. Вскоре над полем боя пролетел немецкий самолёт, который обстрелял украинских партизан, но не причинил им особого вреда. В результате боя за Набриж и столкновениях с немцами подразделения УПА потеряли 2 человек убитыми и 8 ранеными. Тем не менее, у противника были захвачены пулемёт и 10 винтовок[60].
- 24 мая — немецкий обоз, следовавший из Свиржа в Романов, был обстрелян в лесу. Два немца были убиты. На следующий день лес был окружен, уповцы (предположительно, отряд около 40 человек) были ликвидированы, а деревни Романов, Станимир и Селиска были сожжены, в каждой из них было убито по несколько человек, а 250 человек вывезены во Львов[61].
- 25 мая — польские подпольщики Армии Крайовой на железнодорожной станции в селе Рыхтичи совершили нападение на склад оружия и военного снаряжения, и пытались обставить это таким образом, чтобы ответственность за это упала УПА. Участники акции разговаривали между собой исключительно на украинском языке. Кроме того, у убитого во время операции командира Яцека Пжетоцкого (Осет), эмиссара Правительства Польши в эмиграции, немцы обнаружили фальшивые документы, выписанные на украинца. Поэтому и не удивительно, что подозрение на представителей украинской общины села. В ответ на нападение 2 июня в Дрогобыче были казнены 10 заложников-украинцев[62]. Кстати, оуновцы, считая, что операцию в Рыхтичах осуществляли именно УПА, похитили тело Пжетоцкого и с почестями похоронили его как украинского повстанца[63].
- 31 мая — начало немецкой антипартизанской операции в Чёрном лесу Станиславщины. По данным повстанцев, к операции были привлечены немецкие солдаты из 7-й танковой дивизии, в то время её командиром был оберст Герхард Шмидхубер[64]. Немецкие силы сконцентрировались на севере леса, а силы УПА переместились на южный участок, так что красные партизаны Михаила Шукаева оказались между немецкими войсками и силами УПА. 6 июня 1944 г. немецкая операция завершилась, немцы вернулись в г. Станислав[65].
- ?? мая — по данным польского подполья, в конце месяца происходили ожесточенные бои между частями 7-го венгерского корпуса и отрядами УПА в Долинском и Болеховском районах с использованием гонведами полевой артиллерии. Через некоторое время конфликт между УПА и венгерскими войсками распространился также на Турковский район[66].

### Июнь
- 5 июня — в районе сёл Дзевенчеж и Верхрата уповцы схватили и разоружили двух солдат вермахта, их отпустили хотя изначально намеривались расстрелять[67].
- 10 июня — на допросе «с пристрастием» в Заксенхаузене погиб Олег Кандыба-Ольжич.
- ?? июня — в середине месяца у села Завой Калушского района разведывательная группа сотни «Нечесы» во главе с И. Якимчуком («Сковорода») разоружила группу венгерских солдат (14 человек), среди которых были и офицеры. С пленными провели переговоры, по результатам которых гонведы согласились не выступать против повстанцев, им было возвращено оружие и договорено о передаче в ходе следующей встречи дополнительных запасов оружия и амуниции для УПА. На следующий день на условленном месте после обмена предварительно согласованными опознавательными знаками венгры передали 35 новых винтовок, два ящика патронов, один ящик пистолетов и два ящика гранат[68].
- 16 июня — женщины-повстанцы убили двух немецких офицеров под Станиславом[2].
- 25 июня — бывший комендант Украинской вспомогательной полиции в селе Яворник-Руски — Владимир Щигельский (Бурлака) создает из его бывших сослуживцев сотню УПА «Ударники-4» в составе куреня «Байды»[69].
- 26 июня — согласно донесению из штаба группы армий «Северная Украина» гитлеровцы в ходе антипартизанской операции возле города Николаева на Львовщине убили 29 членов УПА и взяли в плен 250 повстанцев[70].
- 27 июня — года в селе Клещивна, Рогатинский район, небольшой отряд немцев атаковал лагерь сотни «Орлы». Атака была отражена[49].
- 29 июня;
  - в селе Стратин, Рогатинского района, немцы обнаружили полевой госпиталь УПА. Охрана отступила, забрав раненых. В госпитале остался один тяжелораненый повстанец, который был добит выстрелом с пистолета и санитарка УПА, попавшая в плен[49].
  - в лесу у села Погребовка немцы атаковали лагерь боёвки СБ-ОУН. Украинцы потеряли троих убитыми и двоих пленными[49].

### Июль
- ?? июля — в первой половине месяца сотня под командованием Луки Гринишака («Довбуша») разоружила 300 венгерских гонведов между селами Сливки и Ясень в Рожнятовском районе[71].
- 6-16 июля 1944 года — курень «Бешеные» под командованием Василия Андрусяка совершил успешное нападение на немецко-венгерский гарнизон у горы Лопата, вблизи города Сколе (Львовская область), в результате чего пополнил свои запасы оружия и амуниции. В ответ 8 июля немецкие и венгерские войска провели совместную операцию против уповцев на горе. Повстанцам удалось выйти из окружения, но в отместку они совершили несколько нападений на маленькие немецкие отряды. 16 июля остатки немецких войск отступили к Долине. По наиболее распространенной версии, потери УПА — около 50 убитых и раненых и около 200 убитых и раненых с немецкой стороны без учёта венгров[72].
- 11 июля — согласно немецким данным, отряд УПА недалеко от Грубешова атаковал подразделение СД. Результат: «множество бандитов убиты»[73].
- 12 июля — в селе Кормчин повстанцы взяли в плен двух немцев: фермера и управляющего мельницей. Были освобождены только после настойчивых просьб местных жителей, опасавшихся репрессий[74].
- 16 июля — отдел УПА «Конашевича» вместе с отделом «Громового» вел бой с немцами в селе Ликошин. Без потерь у немцев было захвачено значительное количество оружия и боеприпасов. В тот же день сотня «Лиса» вступила в бой с вермахтом в Риплине, в результате которого захватила машину и 12 повозок с различным военным имуществом (в том числе 2 пулемёта, 10 винтовок, 4 пистолета, 5 000 патронов и значительное количество снаряжения). В бою было убито 12 немецких солдат, кроме того, освобождено 25 восточных украинцев (советских военнопленных или членов украинских коллаборационистских формирований)[75].
- 18 июля — в районе сел Набриж и Ликошин (Томашевский район, Люблинское воеводство) сотни УПА «Волки», «Медведи» и «Тигры» совершали переход линии фронта, потеряв в боях с немцами, общей сложности более 50 человек убитыми[49][76].
- 19 июля — в селе Старые Стрелища в стычке с немцами убиты руководитель организационной референтуры Краевого Провода ОУН Западных Украинских Земель Юлиан Гуляк[77] и краевой проводник ОУН Львовщины Ярослав Скаскив[укр.][78].
- 27 июля;
  - курени УПА «Резуна» и «Благого» во время очищения от остатков отряда советских партизан Михаила Шукаева в треугольнике Смольная-Залокоть-Сторона (Самборщина), встретили в Ждановке большую колонну отступавших на запад немцев. Произошло двухчасовое сражение с использованием тяжелой артиллерии и гранатометов с обеих сторон. Немцы с потерями отступили на северо-восток, украинские отряды захватили большое количество оружия[79].
  - в районе села Звор Самборского района немцы атаковали офицерскую школу УПА. В ходе боя УПА потеряла семь человек. Немцы по данным УПА потеряли около двадцати человек[80].
- 30 июля — у села Кальная на Долинщине чета сотни УПА под командованием «Ясьмина» (Владимира Верещинского) осуществила засаду на две роты отступающих с фронта венгров, отобрав у них оружие[79].
- ?? июля
  - у села Монастырец, отряд УПА разоружил группу немецких солдат. Неожиданно во время операции прибыла вторая группа немцев. Произошла перестрелка, в которой погибло несколько повстанцев[81].

### Август
- ?? августа — в начале месяца курень УПА «Бешеные» под командованием Василия Андрусяка («Ризуна») разоружил между селами Зубрица и Радич в Турковском районе 220 венгерских солдат. Во время проведения этой акции были убиты 2 и ранены 7 венгров[82].
- 3 августа — у села Ластовка 2-я чета 1-й сотни УПА из куреня «Бешеные» под руководством «Славка» захватила около тридцати обозов с боеприпасами[81].
- 6-7 августа — вторая чета первой сотни из куреня «Бешеные» у села Ясенка-Стецева в Турковском районе устроила засаду и разоружила роту вермахта, состоящую из преимущественно не немецких солдат (узбеки, грузины и.т.д.). Захвачено 60 телег с припасами и лекарствами, 23 пулемёта, 500 автоматов и патроны к ним[81]. Враг по данным УПА потерял 32 убитых и 107 пленных. УПА потеряла убитым одного бойца[83]. На следующий день немцы попытались окружить сотню и близ села Зубрица нанесли ей серьёзные потери. Остатки личного состава подразделения через несколько дней влились в состав сотни «Месники» которой командовал Алексей Химинец[84].
- 8 августа — в Самборском районе при переходе линии фронта в стычке с немецкой фронтовой частью погиб инспектор штаба УПА-Север Николай Левицкий-Макаренко[85].
- 10 августа — под Буркутом УПА разгромила два поста Веркшутца, охранявших рабочих марганцевых шахт. В результате столкновения немцы потеряли десять человек убитыми и двенадцать ранеными, а УПА — троих убитыми и четверых ранеными. Рабочие были разогнаны, а казармы сожжены. Были захвачены миномёт и пятнадцать винтовок[2].
- 22 августа — командование группы «УПА-Запад-Карпаты» издало приказ ч. 1, в котором отмечалось, что «немцы в связи с отступлением украинской территории перестают быть для нас оккупантом и главным врагом», а потому было приказано «избегать всяких стычек как с немцами, так и с мадьярами». Открывать огонь разрешалось только в случае самообороны[86].
- 23 августа — уповцы попытались разоружить группу венгерских солдат в селе Ялынковатое на Сколевщине, однако мадьяры оказывали ожесточенное сопротивление, заставив повстанцев отступить[87].

### Сентябрь
- ?? сентября — в начале месяца во время перехода куреня «Рена» (Мартина Мизерного) линии фронта произошло трехчасовое сражение с венгерским батальоном (400 человек) на Ужокском перевале. Оказавшись в невыгодном положении (находившийся на горе курень «Рена» осуществлял миномётный обстрел венгерских позиций в маленьком приселке на склоне), венгерское войско подняло белый флаг и было полностью разоружено повстанцами[88].
- 29 сентября — во время пребывания куреня «Рена» в Лавочном, которое уже было оставлено венгерским войском, но ещё не захвачено большевиками, партизаны внезапно подверглись миномётному обстрелу со стороны венгров, в результате чего несколько уповцев получили ранения. В ответ Мизерный сразу направил венграм делегацию с белым флажком для ведения переговоров. Оуновцы потребовали прекратить огонь, ссылаясь на договор о ненападении между УПА и венгерской армией. Венгры извинились за инцидент, отметив, что по ошибке приняли отряд УПА за большевиков. Во время встречи была достигнута договоренность, что курень «Рена» покинет Лавочное, потому что сюда ожидался приход советских войск, а венгерская сторона обязалась взять к себе на лечение бойцов УПА, раненых во время ошибочного обстрела[88].

### Хронология сотрудничества ОУН/УПА со странами Оси
- 2-3 января — в селе Топча венгерские офицеры провели переговоры с командирами УПА из ВО-4 «Тютюнник» о сотрудничестве в проведении совместных боевых акций против советских партизан. Венгры передали повстанцам индивидуальные более 1000 перевязочных пакетов, оружие и боеприпасы[89].
- 6 января — в селе Комарово Маневичского района венгерский офицер полковник Ф. Мартон провёл переговоры с командиром УПА-Север Дмитрием Клячкивским, и начальником штаба УПА-Север полковником Леонидом Ступницким («Гончаренко»)[90]. На переговорах был дистанционно урегулирован конфликт между отступающими под Коростенем венгерскими частями и отрядом УПА, который был принят ими за советских партизанами. По воспоминаниям Юрия Ступницкого, сына начальника штаба УПА-«Север», в ходе переговоров стороны подтвердили предварительную договоренность о взаимном ненападении, пропуске частей обеих армий через контролируемую ими территорию. Венгры обязались передать отделам УПА определённое количество оружия и амуниции[91].
- 8 января — в селе Орвяница состоялись переговоры между венграми и руководством референтуры СБ-ОУН ВО «Заграва». Переговоры проходили на немецком языке и на них были достигнуты взаимной договоренности: украинское подполье обязывалось вывести венгерскую часть (в её состав входило также подразделение немецкой жандармерии) из района окружения вблизи Дубровицы через линию немецко-советского фронта по направлению к Луцку, где в то время сосредоточились основные венгерские силы в регионе; им гарантировалось беспрепятственное передвижение по повстанческой территории. В то же время в случае необходимости отделы УПА должны были прикрыть отступление венгерского войска. Взамен гонведы должны были передать повстанцам два тяжелых миномёта, станковые пулемёты, автоматы и винтовки с амуницией. Условия соглашения были успешно исполнены обеими сторонами. К тому же, на сторону УПА добровольно перешли 100 гонведов[92].
- 12—13 января — договорённость отряда УПА им. Богуна (командир Порфирий Антонюк-«Сосенко») с немцами о сотрудничестве. Националисты построили для отхода немецких частей мост через реку Турья, по которому немцы вышли к Ковелю. Взамен немцы передали уповцам боеприпасы, фураж — и, наконец, под их контроль отдали город Камень-Каширский из которого только что отступили[93].
- 20-21 января — в районе села Злазне Костопольского района Ровенской области немецкие офицеры из «боевой группы Прютцманна» встретились с представителями одного из местных отделов УПА и вели переговоры о сотрудничестве. Согласно немецкому донесению результат этих переговоров был не очень утешителен. Представители УПА отказались бороться совместно с немецким вермахтом или сложить оружие. Однако отдел УПА согласился не атаковать немецкие части и передать разведывательные данные о движении советских и польских партизан[94].
- 29 января — генерал Артур Гауффе, командир 13-го армейского корпуса вермахта высказал мнение, что в некоторых случаях можно поставлять тому или иному отряду УПА незначительное количество боеприпасов: «Вооружённые силы УПА борются за свободную и независимую Украину и фанатично верят, что смогут добиться этой цели, их врагами являются немцы и русские. Они соглашаются сейчас идти с нами на переговоры потому, что в данный момент они считают русских более опасными». Если же невозможно заключить соглашение о сотрудничестве или нейтралитете, то «воевать против УПА так же, как и против всех других банд и уничтожать их»[95].
- 12 февраля — в районе села Верба прошли переговоры о сотрудничестве между офицером из «боевой группы Прютцманна» и командиром одного из местных отделов УПА. Была достигнута договорённость, что украинские партизаны будут совершать рейды в тыл врага и передавать разведданные, захваченных советских партизан должны были передавать в разведотдел для допросов. Между вермахтом и УПА был установлен специальный пароль «Гауптманн Феликс»[96].
- 16 февраля — согласно докладу Абвергруппы 323 (4 АК) в Кременецком районе действует перемирие между УПА и Венгерской армией. В селе Желобки венгры квартировали вместе с сотней УПА и даже устраивали совместные попойки, благодаря чему партизаны имеют венгерское оружие. Существует, якобы советский приказ не вступать без нужды в сражения с Венгерской армией[97].
- 24 февраля — начальник СД в дистрикте Галиция оберштурмбаннфюрер СС Йозеф Витиска издал приказ № 395/44, о «беспощадной борьбе со всеми бандами» , при этом в этом приказе он указывал важность сотрудничества с УПА в получении разведанных и операциях в тылу советской армии. В случае атак УПА на немецкие силовые структуры или польское гражданское население «против них нужно также беспощадно бороться, как и против любой другой банды.». Также Витиска посоветовал УПА в связи с «трудностями опознания национальной принадлежности банд», попросту избегать визуального контакта с немцами[98].
- 25 февраля — по данным НКВД отряды УПА совместно с немцами организовали нападение на город Дубровица Ровенской области[99].
- 6 марта — переговоры представителя провода ОУН-Б «Герасимовского» (Иван Гриньох) о сотрудничестве с начальником СД Галиции — Йозефом Витиской во Львове. Условия: прекращение арестов украинцев за нелегальную политическую деятельность, освобождение всех политзаключённых в том числе — и Степана Бандеры, конспиративное снабжение оружием и амуницией в обмен на солидарность ОУН к немецким интересам и передачу немцам данных о советском и польском подполье, о тылах Красной Армии, нанесение вреда за линией фронта[100].
- 7 марта — один из куренных УПА-Север Порфирий Антонюк-«Сосенко» был расстрелян за несанкционированные переговоры с немцами[101].
- 15 марта — начальник полиции безопасности и СД в Генерал-губернаторстве Вальтер Биркамп уведомил своё начальство о том, что в посёлке Подкамень Бродовского района Львовской области курень УПА под командованием Максима Скорупского-«Макса» получил от немцев 4 станковых пулемёта, 300 винтовок, 25 тысяч патронов, 3 ротных миномёта и несколько топографических карт[102].
- 17-18 марта — в Кишинёве состоялись официальные переговоры о дальнейшем сотрудничестве между представителями ОУН(б) и Румынии. С украинской стороны переговоры вели член Референтуры внешних связей провода ОУН-Б Иван Гриньох (Герасимовский), глава инициативного комитета по созданию УГВР Лев Шанковский и краевой проводник ОУН в Транснистрии Тимофей Семчишин. С румынской стороны от имени румынского правительства выступали представители румынской армии и спецслужб. На переговорах юридический консультант румынского МИД Д. Баранчи заявил, что Бухарест будет готов отречься от своих имперских прав на Транснистрию с Одессой, за что потребовал к ОУН сделать аналогичный шаг в отношении Северной Буковины и Бессарабии. Из-за территориальных разногласий политическое соглашение между ОУН и Румынией так и не было заключено. Тем не менее, в военной сфере было достигнуто соглашение о сотрудничестве[103].
- 23 марта — вторая череда переговоров представителя провода ОУН-Б «Герасимовского» (Иван Гриньох) с начальством СД Галиции о сотрудничестве. На переговорах было достигнуто соглашение об освобождении отдельных политзаключённых (Дарьи Гнатковской-Лебедь и её ребёнка) и о передаче Повстанческой армии оружия для борьбы в большевистском тылу. Немцы, не доверяя УПА, теоретически согласились давать оружие только тем повстанческим отрядам, которые должны были пересечь линию фронта и выйти в советский тыл[104].
- 28 марта — во Львове состоялась очередная встреча между Иваном Гриньохом-«Герасимовским» и начальником СД Галиции оберштурмбанфюрером Йозефом Витиской. Немецкий участник переговоров обвинил украинских националистов в том, что они продолжают нападения на немецкие войска, полицию, хозяйственные учреждения, проводят антигерманскую пропаганду и «разлагают» дивизию СС «Галичина». «Герасимовский» пообещал поспособствовать прекращению враждебных действий в отношении немцев[105].
- 2 апреля — командир УПА-Север Дмитрий Клячкивский-«Охрим» вел переговоры с представителями командующего группой армий вермахта «Северная Украина» с предложениями о совместных действиях против советских войск и предоставления разведывательной информации. В своем послании он просил передать его отрядам 20 полевых и 10 зенитных орудий, 500 автоматов, 250 тысяч патронов, 10 тысяч гранат и другое снаряжение[106].
- 3-8 апреля — сотник УПА Николай Олейник-«Орёл» провёл ряд переговоров о сотрудничестве в плане борьбы с советскими партизанами с окружным комиссаром Каменка-Бугского района Йоахимом Нерингом[107]. По словам польского историка Дамиана Марковского он также обсуждал планы совместной операции по ликвидации баз польской самообороны в сёлах Мазярня Ваврикова, Грабова и Гута Полонецкая[108]. Из-за этого 10 апреля ГВШ УПА запретил своим подчиненным вести самовольные переговоры с немцами лишь (исключительное право на такие переговоры было за Центральным управлением ОУН и Штабом УПА), 15 апреля «Орла» расстреляли[109].
- 18 апреля — переговоры представителя УПА Мирослава Онышкевича (Богдана) о сотрудничестве с немцами в Угневе. Немецкая сторона была представлена, среди прочих группой офицеров 4-го Галицкого полицейского полка СС и командиром жандармерии в Раве-Русской. Немцы предоставили УПА свободу действий, чтобы она «по своему усмотрению и без ограничений» вела борьбу с советскими и польскими партизанами, особенно на контролируемой ими территории. Но при этом, немецкие представители потребовали, чтобы повстанческие отделы в обмен на оружие и боеприпасы не совершали нападений на польское гражданское население, потому что это привело к дезорганизации прифронтовых объектов, что, помимо прочего, вызывало трудности с поставками продовольствия[110].
- 19 апреля — во Львове прошло совещание начальников 101-й, 202-й и 305-й абверкоманд относительно взаимоотношений с УПА. Начальник «Абверкоманды 101» подполковник Лингардт признал важность военного сотрудничества с УПА: получение разведывательных данных, операции в тылу советской армии. Начальник «Абверкомманды 202» подполковник Зелигер высказал аналогичные взгляды. Против высказался начальник «Абверкомманды 305» полковник Христианзен, поскольку по вине УПА 14-я Гренадерская Дивизия СС-Галичина, равно как и украинская вспомогательная полиция, большей частью находятся на грани разложения, и их члены массово переходят в ряды повстанцев, а в Прикарпатье и Карпатах отряды УПА продолжают нападать на немецкие подразделения, антипольские акции УПА также вредили тылу фронта[111][112]. Отсюда его вывод, что поскольку уничтожить УПА не удается, нужно сдерживать их действия против немцев, вести с ними переговоры, но и не давать УПА никаких серьёзных обещаний, в частности, по оснащению оружием[113].
- 3 мая;
  - возле Чёрного леса на Станиславщине командир куреня УПА «Бешеные» Василий Андрусяк (Резун) провёл переговоры с немецким окружным комиссаром Станислава доктором Гейнцом Альбрехтом, который после ряда обвинений (курень Андрусяка обвиняется в убийстве 9 комендантов украинской полиции из Станиславского округа) предложил, чтобы УПА придерживалась нейтралитета по отношению к немецким войскам. Хотя в ходе переговоров Андрусяк подчеркивал, что все обязывающие решения может принимать только Главное Командование УПА, встреча, вероятно, завершилась заключением договора о сотрудничеством УПА и Вермахта по очистке Чёрного леса от советских партизан Михаила Шукаева[114].
  - очередной этап переговоров представителя провода ОУН-Б Ивана Гриньоха-«Герасимовского» с начальником СД в дистрикте Галиция Витиской. Гриньох сообщал, что УПА захватила в плен 20 советских парашютистов и готова их обменять на арестованных 20 апреля оуновцев и приговоренных к смертной казни[115].
- 17 мая — немецкий документ «Сообщение о положении банд в апреле 1944 г.», датированный 17 мая 1944, говорил, что количество вооружённых нападений со стороны «банд» в Галичине в январе 1944 года было 6123, в феврале — 6452, в марте — 6887, без уточнения принадлежности «банд», к которым немецкая администрация причисляла также советские и польские партизанские отряды. В том же документе указывалось, что УПА в апреле 1944 года уничтожила 645 поляков в Галичине, а также пыталась наладить контакты с немецкой администрацией, подчёркивая своё намерение совместно с Германией бороться против «большевиков»[116].
- 19 мая — командир одной из групп УПА Ярослав Хмель вел переговоры о сотрудничестве с окружным комиссаром Каменко-Бугского района Нерингом. Опубликованы документы германской полиции, в которых было очевидно, что украинские националисты передавали немцам интересующую их информацию[117].
- ?? июня — в с. Красноилья на Гуцульщине проходил ряд переговоров между представителями командования 21-го ТО «Гуцульщина» 4-й ВО «Говерла» и офицерами штаба 27-й венгерской дивизии. В ходе встречи, которая проходила в доме местного учителя, обсуждалась общая стратегия борьбы двух армий против большевиков и возможность координации совместных усилий в этом направлении. В результате была достигнута договоренность о прекращение вооруженного противостояния между отделами УПА и венгерскими войсками на территории Гуцульщины, отказ гонведов от террора против местного украинского населения, оказание помощи УПА оружием, амуницией, продовольствием и медикаментами, лечением тяжелораненых повстанцев в венгерских военных госпиталях[118].
- 8 августа — сотня УПА «Борового» (Василий Брылевский) вступила в переговоры с командованием венгерских войск, находившихся на оборонных позициях на горном хребте в Богородчанском районе, чтобы выйти из зоны столкновения двух линий фронта. С этой целью по поручению командира старшинской школы поручика Федора Полевого («Поля»), старшины УПА «Ярема» и «Артема» провели переговоры с венгерским старшим лейтенантом, в ходе которых была достигнута договоренность о ненападении и оговорены предварительные опознавательные клички и знаки[119].
- 18 августа — начальник штаба группы армий «Северная Украина» генерал Вольф-Дитрих фон Ксиландер в документе, адресованном штабам армий и ОКВ, предписывал немцам не атаковать отряды УПА в Карпатах, если те не будут атаковать первыми. УПА, в свою очередь, соглашалась помогать вермахту разведданными и выводить германских солдат за линию фронта. Это соглашение рассматривалось УПА как «тактическое средство, а не настоящее сотрудничество»[120].
- 2-6 сентября — при содействии венгров сотня УПА «Скубы» (командир — Дмитрий Гах) перешла фронт на Коломыйщине[121].
- ?? сентября — в конце месяца при переходе линии фронта сотней «Кривейко» в районе горы Сивуля командир отдела вступил в переговоры с венгерским войском, которое удерживало оборонительные позиции на горе. К налаживанию контактов были привлечены закарпатские солдаты сотни, которые перед этим дезертировали с венгерской армии в ряды повстанцев. На венгерских позициях украинские партизаны нашли временное укрытие от преследования советских войск[122].
- 5 октября — Степан Бандера после освобождения из концлагеря встречался с шефом главного бюро СС генералом Готтлобом Бергером. В этом «разговоре» речь шла о «понимании» гитлеровцев с ОУН. «Бандера — это неудобный, упрямый и фанатичный славянин, — писал Бергер в своем рапорте. — Своей идее он предан до последнего. На данном этапе чрезвычайно ценен для нас, после — опасен. Ненавидит точно так же русских, как и немцев»[123][124].

## Хронология противостояния против СССР и его союзников

### Январь
- 9 января — в Березновском районе Ровенской области в с. Белошувка от рук УПА погибло 13 красноармейцев. В селе Моквин оуновцы отравили 30 красноармейцев 181 стрелковой дивизии[125].
- 12 января;
  - боевое столкновение подразделения УПА-Запад с советскими партизанами в селе Коропчик Золочевского района Львовской области (уничтожены и ранены несколько партизан, захвачен в плен 1 партизан, добытый 1 автомат и гранаты, погибли 3 уповца)[126].
  - в районе села Корчица Дубровицкого района Ровенской области 447-й стрелковый полк 397-й дивизии 13-й армии внезапно столкнулся с сотней УПА численностью более 300 человек, имевшей на вооружении одну 76-ти мм пушку, 2 станковых и 4 ручных пулемёта, основная часть личного состава имела вооружение винтовки русского образца. По советским данным, это была сотня под командованием Никиты Скубы-«Лайдака»[127], однако, вероятно, это было другое повстанческое подразделение, поскольку данный бой не отражен в хронике сотни «Лайдаки»[128]. В результате боя повстанцы вынуждены были отступить, один попал в плен.
- 18 января — отдел командира «Ворона» численностью около 100 бойцов, размещавшийся на хуторе Островок (северо-западнее г. Сарны Ровенской области), был атакован подразделением 8-го гвардейского кавалерийского полка (по повстанческим данным, более 500 человек), стремившимся окружить повстанцев. Повстанческие часовые вовремя заметили приближение врага и открыли огонь. В результате двухчасового боя, по советским данным, было убито 17 и ранен 21 боец УПА, советская сторона захватила 4 винтовки, 1 автомат, 1 пистолет, 3 брички, 10 лошадей, документы. В плен попало 8 повстанцев. Свои потери советская сторона подала как 1 убитый рядовой 8-го кавполка[129][130]. По повстанческим данным, советские потери составили 8-10 убитых при собственных потерях 2 убитых[131].
- 19 января — в город Острог, вступили советские партизаны силой в роту. Пробыв в городе меньше суток, они покинули город. В тот же день в Острог вступили подразделения УПА, удерживавшие город до подхода больших частей Красной армии. За время пребывания в городе уповцы убили 25 поляков и сожгли бывшие здания райкома партии, НКВД, НКГБ, клуба с целью сделать невозможным их будущее использование советскими органами[132].
- 22 января;
  - группа уповцев численностью 40 бойцов имела бой с подразделением 2-го пограничного полка НКВД возле села Дерть, конвоировавшего арестованных. Повстанцы, имея 1 убитого, отступили[133].
  - в селе Межирич Острожского района Ровенской области состоялось первое сражение подразделения УПА и Красной армии на территории ВО «Богун». Наступавшая на село часть Красной армии столкнулась с отделом «Партизана». После получасовой перестрелки красноармейцы, потеряв 3 убитых и 2 раненых, вынуждены были отступить[134].
- 24 января — советское партизанское подразделение под командованием Козенко разбили подразделение УПА в селе Туричаны. Убито и ранено 28 повстанцев[135].
- 26-27 января — части 1-й Украинской партизанской дивизии под командованием Петра Вершигоры совместно с 27-й Волынской пехотной дивизией АК в ходе операции в Турийском районе уничтожили базу УПА «Сич», разбив отряд им. Богуна под командованием Порфирия Антонюка-«Сосенко», а также ликвидировали старшинскую школу «Лесные черти»[136]. Место пребывания «Лесных чертей» было выдано бывшим старшим лейтенантом РККА Семенюком, преподававшим в школе огневую подготовку, от него узнали пароль, отзыв. Благодаря полученному паролю красные обезвредили передовую заставу повстанцев и приступили к кавалерийской атаке. Курсанты школы пытались сопротивляться, но силы были не равны[137]. Всего партизаны Вершигоры за январь убили 180 националистов и 150 взяли в плен. Они добыли, среди прочего 120-мм миномёт и семь пушек калибра 72 мм, четыре пулемёта и 174 винтовки. К 31 января партизаны преодолели 510 км. Попутно Советы организовали множество диверсий на железных дорогах. За это время они потеряли 16 убитыми и 26 ранеными в боях с немцами и УПА[138].
- 27 января;
  - в лесу возле с. Гута-Степанская Ровенской области отряд УПА численностью до 100 чел. напал на группу красноармейцев в количестве 15 чел. Завязался бой, в результате которого были убиты 13 красноармейцев[139].
  - в селе Нивицы во Львовской области произошёл 20-минутный бой между красных партизаны отряда особого назначения НКВД «Победители» под командованием Дмитрия Медведева и маленьким (17 человек, командир Владимир Феденишин-«Кармелюк») отделом украинских повстанцев, 11 из которых погибли в этом бою. Среди погибших был Роман Сенькив — член ОУН, приговоренный на Львовском процессе (1936) к 15 годам заключения за соучастие в покушении на советского дипломата Андрея Майлова[140]. После боя выжившие повстанцы отступили в лес. «Медведевцы» не преследовали их, а провели пацификацию села, убив 25 (или 29[141]) крестьян и сожжены 40 хозяйств.

### Февраль
- 2 февраля — отряды УПА, в числе которых была сотня УПА «Сероманцы» под командованием Дмитрия Карпенко («Ястреба»), атаковали Ганачев (бывшее польское село вблизи нынешнего села Ганачевка Перемышлянской городской общины Львовского района Львовской области). Село было опорным пунктом Армии Крайовой, еврейских партизан отряда Абрама Баума-«Буня» и советских партизан из разведывательно-диверсионного отряда Дмитрия Медведева. Украинцы захватили дома на краю села, однако им не удалось добраться до твёрдо защищённого центра. Повстанцы отступили около полуночи. Потери среди защитников села были значительными — от 58 до 85 человек убиты, около 100 ранены. Потери националистов оценены примерно в 30 убитых и раненых[142].
- 7 февраля — в Сарненском районе на разъезде Страшево украинские партизаны убили шестерых советских радисток и одного старшего сержанта. Также была убита семейная пара, в доме, где красноармейцы остановились на ночлег[143].
- 13 февраля — неизвестный отряд УПА атаковал военный госпиталь № 550 в селе Великая Любаша Костопольского района. Пять красноармейцев ликвидированы, 25 лошадей и пятнадцать повозок захвачены, пять лошадей убиты[144].
- 14 февраля;
  - сотня УПА под командованием Степана Трохимчука-«Недоли» совершила нападение на Тучин. Целью было здание РО НКВД, для того, чтобы освободить арестованных оуновцев. Осада здания продолжалась 2,5 часа. Не сумев взять здание, партизаны отступили, потеряв в ходе боя 5 человек убитыми и ранеными. С советской стороны ранено два человека[139].
  - уповцы атаковали здание РО НКВД в селе Деражное и взяли плен 3 милиционеров[145].
- 15 февраля;
  - повстанцы атаковали Селище. Убит глава Клесовского исполкома Данько, председатель сельсовета Ганзюк, сотрудник РО НКВД Валиев. Погибли двое уповцев[146].
  - возле Шумска повстанцам численностью около 200 чел. удалось окружить роту 860-го стрелкового полка 287-й дивизии. Обе стороны в бою применяли артиллерию и миномёты. В тот же день группа повстанцев численностью в 60 человек, устроила засаду на конный взвод той же 287 дивизии у Острова, убив 4 красноармейца и ранив четырёх[147].
- 18 февраля — произошло нападение повстанцев на волынский райцентр Олыка[148].
- 19 февраля — в районе села Рубче подразделение УПА численностью 100 человек напало на обоз Красной армии. В результате было сожжено 6 автомашин и 1 самоходная пушка. Высланная в район нападения опергруппа бойцов из 217-го отдельного стрелкового батальона (ОСБ) 24-й бригады ВВ НКВД численностью 40 человек и группа Александрийского районного отдела (РО) НКВД численностью 13 человек в тот же день из засады были атакованы повстанческим подразделением численностью более 700 бойцов. Бой длился 6-7 часов, со стороны повстанцев применялись 82-мм миномёты, станковые пулемёты. Во время боя командир опергруппы 217 ОСБ старший лейтенант Тургенев подвергся панике и не руководил подчиненными[149]. По советским данным повстанческие потери составили 133, а потери советского подразделения — 12 убитых[150].
- 20 февраля;
  - УПА (50 человек) снова атаковала райцентр Деражное Ровенской области, заставив советскую администрацию на время эвакуироваться в Цумань[151].
  - повстанцы атаковали пункты связи 77-го стрелкового корпуса в селах Збуж и Городец, захватив оборудование и личный состав этих пунктов. Высланный на их розыски отдел СМЕРШ из 15 сотрудников во главе с оперуполномоченным СМЕРШ лейтенантом Хариным так и не вернулся — группа была уничтожена повстанцами[150].
- 21 февраля — в с. Оженин Острожского района Ровенской области повстанцами была разоружена обслуга противотанковой пушки. В тот же день в с. Милятин повстанцами был разоружен майор Красной армии и 5 красноармейцев — их отпустили, вручив листовки[152].
- 24 февраля — атака УПА на Владимирец. Около 400 националистов (курень Макара Мельника-«Коры») окружили здание РО НКВД и осаждали его 2,5 часа, но не смогли взять и отступили. В результате перестрелки НКВД потеряло 4 убитыми и 7 ранеными. После нападения Советы провели «серию акций» по выявлению националистов. Были арестованы восемь человек[153].
- 26 февраля — у села Перемиловка уповцы атаковали колонну 13-й кавалерийской дивизии с 11 пленными оуновцами. Советы потеряли двух человек убитыми и одного раненым. Освобождены 8 националистов (троих расстреляли красноармейцы во время атаки)[154].
- 27 февраля — возле села Великий Стыдин подразделение УПА численностью около 150 бойцов совершило нападение на советскую колонну 1732-го зенитно-артиллерийского полка (грузовик с тяжелым пулемётом ДШК) и автомобили с офицерами штаба 47-й армии. В результате боя был убит сержант Кириллов и 12 офицеров[155].
- 28 февраля — в районе Суховецких хуторов Ровенской области группа уповцев численностью 70 бойцов вела бой с батальоном внутренних войск НКВД, в результате которого по советских данным погибло 11 и захвачено живыми 30. На другой день в РО НКВД добровольно сдались 11 участников этого отряда и сдали 1 ручной пулемёт и 10 винтовок. Все они по национальности грузины, бежавшие из немецкого плена[156].
- 29 февраля — засада сотни УПА-Север (командир «Зеленый») возле Милятина Острожского района Ровенской области, в которую попал командующий 1-м Украинским фронтом генерал Николай Ватутин (ранен в бедро и умер 15 апреля в Киеве)[157].

### Март
- 4 марта — в селе Карпиловка Рокитнянского района группа повстанцев численностью 120—150 бойцов осаждала роту связи 1-го отдельного ремонтно-восстановительного линейного батальона связи, которая остановилась на ночлег в местной школе. Однако впоследствии повстанцы отступили, потеряв 16 бойцов убитыми и ранеными[158].
- 7 марта — УПА атаковала Ровенский военкомат. Здание частично сожжено. Убито два лейтенанта Советской армии[159].
- 9 марта;
  - в селе Речица Ратновского района советское партизанское подразделение под командование В. Буянова атаковало повстанческое подразделение из 150 человек. В ходе боя было убито 23 повстанца, захвачено немного оружия и амуниции[160].
  - если верить официальной версии, распространявшейся в советский период, при встрече с бойцами УПА в селе Боратин, в окрестностях города Броды Львовской области, взорвал себя гранатой известный советский диверсант Николай Кузнецов (он же Пауль Зиберт). С приближением ко Львову советских войск Кузнецов и его товарищи Ян Каминский и Иван Белов планировали пересечь фронт с добраться до своих. В Боратине Кузнецов будучи в форме немецкого офицера, вместе с Каминским и Беловым зашли в дом местного жителя Степана Голубовича. Вдруг в дом ворвалась группа бойцов УПА предварительно тихо «положив» ножом стоящего на страже Белова. Уповцы отобрали оружие у Каминского и Кузнецова, но у последнего в рукаве была спрятана граната. Некоторое время под охраной они ждали своего командира. Он и узнал в «немце» советского разведчика. Где-то в этот момент Кузнецов взорвал гранату в комнате, полной бойцов УПА. Каминский за секунду до взрыва выпрыгнул в окно и едва не скрылся, но его догнали и застрелили[161].
- 11 марта — в бою со спецгруппой НКВД возле села Литвица погиб Никита Скуба-«Лайдака» — сотник, командир отряда УПА им. Колодзинского ВО «Заграва»[162].
- 16 марта — в лесу у села Деражное уповцы (около 100 человек) атаковали колонну из 97 мобилизованных новобранцев в сопровождении 20 работников военкоманта. 7 военкомов были убиты, 2 ранены. Мобилизированные разбежались[163].
- 21 марта — бой у села Новая Мощаница Мизочского района Ровенской области. УПА предприняла попытку ликвидировать разведгруппу советского партизанского отряда им. Михайлова под командованием Антона Одухи. Это оказалось роковой ошибкой. На помощь разведчикам пришёл основной отряд. Новая Мощаница была окружена. Попытки контратаки уповцев закончились фиаско. Село обстреляли из 45-мм орудий и 82-мм пушек и миномётов. После семичасового боя сопротивление УПА сломали, заняв до основания сожжённое село. Погибло 48 мирных жителей села. Националисты, по мнению советских партизан, потеряли 224 человека убитыми, 21 взятых в плен, при собственных потерях 4 убитых и 8 раненых[164]. Было изъято около ста единиц оружия и освобождены 22 узника-красноармейца, удерживаемых УПА[165].
- 22 марта — неподалеку с. Гарбузов Зборовского района Тернопольской области, произошло сражение повстанцев с советскими партизанами. По его итогам в плен к советам попали двое — 20-летний Теодор Керич и 22-летний Петр Мельник. Обоих запытали до смерти[166].
- 27 марта — в районе сел Яполоть и Тостянец Ровенской области 202-й отдельный стрелковый батальон 16-й бригады внутренних войск НКВД окружил и завязал бой с отрядом националистов численностью до 500—600 человек под командованием Анатолия Мони (Гамалия). В результате 6-часового советская сторона отчиталась о полном разгроме повстанцев — убито 436 уповцев, захвачен в плен 1 партизан (по другим данным убито 400 и захвачено в плен 9[167]). Советские потери: убито 22 убитых и 10 раненых[168]. Повстанческий отчет содержит абсолютно противоположные данные, согласно которым никакого полного разгрома подразделения УПА, о чём отчитывались чекисты, не было. Советские потери повстанцы оценивали на уровне 50 убитых солдат при собственных потерях 6 погибших и 18 раненых повстанцев. В частности, повстанцы захватили в бою 1 миномёт, 2 пулемёта ДП-27, 6 «финок» (автомат ППШ или ППД), 6 пистолетов и 11 винтовок[169].
- 29 марта — сразу после захвата Красной Армией Снятына, отряд УПА численностью в 50 человек попытался захватить город, но ИБ, «организованный из поляков», отразил атаку. О потерях с обеих сторон ничего не говорится[170][171].
- 31 марта — части 24-й стрелковой бригады ВВ НКВД пытались окружить и разбить курень УПА численностью 550 бойцов под командованием Ярослава Ждана-«Острого» на западе Ровенщины. Группа совершила ночной 25-километровый марш из районов дислокации и начала прочесывание сел Дюксин, Ольховка, Корчин, Чудвы. Однако в населенных пунктах куреня «Острого» не оказалось. Хотя и было отчитано, что в селе Чудвы подразделение 218-го ОСБ под окружив деревню, уничтожил «банду» численностью 100 чел. При этом «бандиты», стремясь убежать, устремились к реке Горынь, желая переправиться на западный берег реки, но переправа была закрыта пулемётным огнем выставившихся там накануне солдат 208-го ОСБ. При этом оружие повстанцы вроде бы побросали в реку — именно этим советская сторона и объяснила то, что её трофеями в результате этого боя стала всего 1 винтовка, 1 граната и 400 патронов. В настоящее время другая группа в районе селе Боровки задержали 38 «бандитов», а в селе Дюксин ещё 19 человек. Всего же в ходе операции было задержано 115 и убито 17 человек. С советской стороны потерь не было[172].

### Апрель
- 8 апреля — в селе Котюжины уповцы напали на ремонтную бригаду НКВД, чинившую поврежденный танк. Партизаны разоружили солдат, забрали оружие и боеприпасы, после чего сожгли танк и отступили[173].
- 9 апреля — возле села Обгов части 207-го ОСБ и 210-го ОСБ 17-й бригады ВВ НКВД, неудачно пытались окружить и разбить курень УПА «Довбенко». Как следует из описаний, курень «Довбенко» применил хитрость, а именно перед вступлением советских частей в село повстанцы отошли из села в ближайший лес и обходным манёвром совершили оцепление села. После этого впущенные в деревни оказавшиеся в окружении части ВВ НКВД внезапно были атакованы повстанцами, расчленены на несколько мелких групп и уничтожены. В частности, 20 бойцов ВВ НКВД оборонялись в здании сельской кузницы и были уничтожены там с помощью миномётного огня. Всего же потери частей 17-й бригады внутренних войск НКВД в бою с повстанцами в селе Обгов составили 33 убитых и 29 раненых[174]. Потери повстанцев, по разным данным, — от 3 до 6 убитых[175].
- 10 апреля — вторая атака УПА на Ганачев. Потери со стороны атакующих оценивается от 30 до 70 человек, а вместе с тяжелыми ранеными — около 120. С польской стороны убито 26 человек, в том числе 5 защитников[176].
- 16 апреля — в районе сёл Тростянец и Михайловка (Ровенская область) повстанцы атаковали и уничтожили группу красноармейцев из 58-й стрелковой дивизии, производившую рекогносцировку местности (признаны пропавшими без вести)[177]
- 21—25 апреля — бой под Гурбами (Кременецкие леса на границе Ровенской и Тернопольской областей). 5 тыс. воинов УПА-Север и УПА-Юг (курени Иван Лиса-«Сторчана»[укр.], Ивана Сало-«Мамая», Александра Кайдаша-«Дика», Семёна Котика-«Докса», Ивана Золотнюка-«Довбенко», Андрея Трачука-«Бывалого», Андрея Вовка-«Шума», Николая Швеца-«Зализняка») и 5 бригад войск НКВД (30 тыс. бойцов с танками и авиацией). Убито от 120[178][179] до более 800 (данные УПА) военнослужащих НКВД и 80 воинов УПА. Взято в плени и казнено около 100 раненых бойцов УПА, и 200 новобранцев[180]. По данным советской стороны, потери УПА составили 2018 человек убитыми и 1570 пленными. Число погибших советских солдат, составляло 11 человек, а также 48 раненых. Результаты операции НКВД в Кременецких лесах представлены также в докладной записке главы НКВД Лаврентия Берии, адресованной Государственному комитету обороны и Геншатабу КА[181].
- 23 апреля — советские партизаны из соединения М. Шукаева во время рейда на Станиславщину обнаружили лагерь куреня «Ризуна» (Василия Андрусяка) в Чёрном лесу и попытались захватить его. Несмотря на то, что лагерь обладал небольшими силами, УПА сумела отразить атаки партизан, но всё же потом отошла в районы сел Грабовка и Майдан, предварительно успев эвакуировать запасы, собранные в лагере[182].
- 27 апреля — наступление советских партизан Шукаева на село Грабовка Калушского района Станиславской области (отбито УПА, погибли 4 партизана), подтянутые из окружающей среды отряды УПА заняли позиции по периметру Чёрного леса в селах Мыслов, Рыпьянка, Яворовка, Завой, Грабовка[183].
- 29 апреля;
  - бой куреня УПА «Докса» (Семена Котика[укр.]) с 19-й бригадой внутренних войск НКВД в селе Зализница Кременецкого района Тернопольской области. По данным НКВД, уповцы должны были потерять 225 убитыми, 15 ранеными и 106 арестованными. Большинство из них, вероятно, были гражданскими лицами. Советы также понесли тяжелые потери: 23 человека убиты (в том числе два офицера), тридцать ранены (пятеро из них офицеры) и двое пропали без вести (включая офицера)[184]. УПА оценила потери советских войск в 240 человек убитыми[185].
  - повторное наступление советских партизан Шукаева на село Грабовка в Станиславской области отбито (уничтожены 15 партизан, сожжены 17 домов, погиб четовой командир Морозе, расстреляны 23 жителя, в том числе полевой капеллан отрядов УПА в Чёрном лесу Микитюк), советские партизаны оттеснены в глубь леса[183].

### Май
- 1 мая — наступление советских партизан Михаила Шукаева на отряды УПА (курень «Бешеные») в селе Майдан Богородчанского района Станиславской области отбито, партизаны оттеснены вглубь Чёрного Леса[186].
- 7 мая — в 4.30 в село Ястребичи прибыло подразделение красных партизан численностью около 80 человек. Здесь они наткнулись на вооруженное сопротивление сотни «Сероманцы», к которой быстро присоединились другие подразделения, начавшие окружать врага. Загорелось и сгорело несколько домов. После гибели командира партизаны начали бежать, повстанцы преследовали их до леса под Поздымиром. По украинским данным, убито 36 партизан и 4 попало в плен, у УПА было 4 погибших[187].
- 8 мая — уповцы сбили самолёт самолёт У-2 в Каменец-Подольском районе Хмельницкой области. Раненый пилот был доставлен в госпиталь[188].
- 12-13 мая — нападение УПА (остатки соединения «Холодный Яр», до 500 человек, командир Николай Свистун-«Ясень») на село Стриганы, где размещался советский партизанский отряд Антона Одухи. Уповцы рассчитывали застать спящих партизан врасплох, уничтожить командование отрядов соединения и расправиться с ранеными партизанами в госпитале. Дозорные своевременно заметили противника и сообщили командованию. Все атаки бандеровцев были отбиты, в результате те вынуждены были отступить. Было убито по одним данным: 70 человек и захвачено 7 ручных пулемётов[189]. По другим: уничтожено 83 бандеровца и 20 захвачено в плен. Взяты трофеи: винтовок — 25, пулемётов — 8, автоматов — 4 и боеприпасы. Со стороны Советов — один ранен[190]. Когда из Славуты прибыло подкрепление в виде двух рот автоматчиков НКВД и гвардейский бронепоезд с дивизионом, бой уже закончился и на следующий день, НКВД прочёсывали леса, уничтожая остатки отряда и сводили на сборный пункт пленных. 28 человек попали в плен. Из них семеро были убиты партизанами как особо опасные преступники, сотрудничавшие с нацистами, остальные были отправлены на сборный пункт в Славуту для допросов.

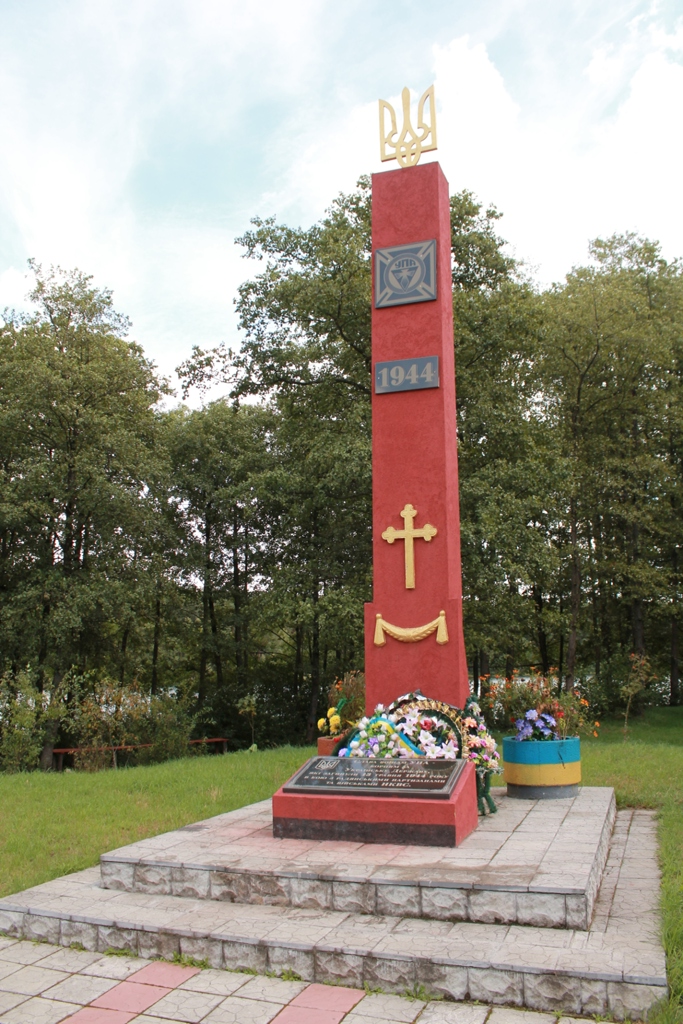
Памятник убитым солдатам УПА в Стриганах

- 13 мая — возле села Кордышев Шумского района Тернопольской области был обнаружен схрон, где находился бывший капрал Войска Польского Василий Процюк (Крапива)[укр.], начальник штаба группы УПА-Юг, руководитель старшинской школы УПА, награжденный двумя Золотыми крестами УПА за боевые заслуги. Схрон забросали гранатами. Помимо Процюка, погиб также его охранник[191].
- 15 мая — на пути Славута-Шепетовка бойцы 25-й гвардейской отдельной Краснознаменной артиллерийской бригады во время прочесывания леса окружили курень УПА «Миши» (Михаил Кондрас), погибли 22 или 25 повстанцев, ещё трое попали в плен[192][193].
- 31 мая — уповцы сбили самолёт У-2 в районе города Славута. Пленный пилот был жестоко убит: в том числе на его лбу была вырезана пятиконечная звезда, а его живот распороли[194].

### Июнь
- 1 июня — попытка советских партизан Шукаева прорваться из Чёрного Леса через оборонительную линию УПА между селами Грабовка и Гриновка Станиславской области. Отряды разгромлены, рассеяны и оттеснены в район действия немцев, захвачен партизанский обоз и боеприпасы[195].
- 3 июня — советские партизаны Шукаева атаковали уповцев у Гринёвки. УПА отразила атаку, в том числе благодаря поддержке миномётов. Советы потеряли убитыми 32 человека, крупнокалиберные пулемёты, четыре ручных пулемёта и около двадцати винтовок[196].
- 10 июня — вблизи села Микулинцы в Винницкой области в бою с чекистами 189-го, 203-го и 209-го батальонов внутренних войск НКВД погиб полковник УПА, организатор и командир группы УПА-Юг — Емельян «Батько» Грабец. В том бою по данным большевиков погибли 14 повстанцев и двое попали в плен[197].
- 23 июня — засада УПА на разведывательную группу 7-го артиллерийского полка Войска Польского на дороге Цумань-Клевань. Четыре офицера были убиты, в том числе — командир полка подполковник Казимир Кульчицкий. Один солдат был ранен[198].

### Июль
- 11-15 июля — создан Украинский Главный Освободительный Совет (УГОС), орган политического руководства украинским освободительным движением. Его создание заключалась в том, чтобы обсудить вопрос об объединении всех украинских националистических организаций для борьбы против Советской власти и создания единого центра, который бы руководил этой борьбой. Учредительное собрание УГОС состоялось по инициативе УПА и ОУН(б) в эти дни возле сел Недельная и Спрыня на Самборщине, в условиях глубокой конспирации. Охрану обеспечивали две сотни УПА[199].
- 19 июля — был введен текст присяги воина Украинской повстанческой армии, утвержден УГВР и введен приказом ГВШ[200].
- 27 июля — в районе села Спасов во Львовской области уповцы атаковали колонну из 250 мобилизированных новобранцев в сопровождении 12 солдат. Конвойные разбежались, 10 или 12 новобранцев ушли в УПА, остальные разошлись по домам[201].
- 30 июля — в ходе рейдовой операции НКВД военными группами 207 и 208 отдельных стрелковых батальонов при прочесывании Дерманского леса в Ровенской области был обнаружен и разгромлен штаб УПА-Север во главе с начальником штаба Леонидом Ступницким. В результате боя было убито 70 (в основном руководящий состав и их охрана) и захвачено 73 повстанца[202].

### Август
- 3 августа — между станцией Клесов и разъездом Страшево (Клесовского района Ровенской области) бандеровцы заминировали полотно железной дороги, в результате чего потерпел крушение эшелон с боеприпасами. При этом 10 вагонов с боеприпасами были разбиты, было убито и ранено 8 советских бойцов[203].
- 4 августа — в селе Стежница советские партизаны из соединения Михаила Шукаева застрелили около десятка украинских жителей и сожгли два десятка домов в селе. В ответ сотня УПА Владимира Щигельского-«Бурлаки» обстреляла проходивший через Стежницу отдел советских партизан, в результате чего завязался бой, уповцы понесли потери — 6 убитых[204].
- 9 августа — в результате аварии советский самолёт совершил вынужденную посадку в селе Майдан Жолковского района. Перед тем, как появилось подкрепление, прибыло подразделение УПА, которое убило трёх летчиков и сожгло самолёт[205]. Возможно, об этом событии упоминал Покрышкин, когда писал о аэрокобре, совершившей аварийную посадку северо-западнее Львова. Туда были отправлены штурман Лиховид, техник и механик. Когда они перестали выходить на связь, туда было отправлено ещё пятнадцать солдат: «когда наши подъехали к лесному селу, возле которого приземлился самолёт, их обстреляли с чердаков. Солдаты ответили огнем по крышам крайних хат и вступили в село. Здесь узнали, где находится потерпевший аварию самолёт, и отправились туда. Нашли застрявшую в болоте „аэрокобру“ и недалеко на бугре остатки костра. Среди поленьев в пепле лежало два обгоревших трупа. По уцелевшим лицам установили, что это были штурман Михаил Степанович Лиховид и техник самолёта. Третьего, механика, не нашли. В этих зверствах нетрудно было угадать кровавый почерк бандеровцев»[206].
- 11 августа — в Ровенской области повстанцами был подорван санитарный поезд № 454, в результате чего погибло 15 человек, а 40 медсестёр уведено в лес[207].
- 16 августа;
  - возле Великих Мостов повстанцы атаковали автоколонну 104-го погранотряда НКВД. Две машины были уничтожены. Водители и сопровождавшие бойцы убиты[208].
  - согласно сведениям штаба немецкой группы армий «Северная Украина»: «В Карпатах возросла борьба национально-украинских банд с советскими бандформированиями и парашютистами. За последнее время УПА обезвредила около 1500 парашютистов»[209].
- 18 августа — засада УПА на 1-й батальон 1331 стрелкового полка у села Божиков, Тернопольская область. Бой закончился победой партизан. В результате было убито и ранено 39 красноармейцев. Оставшиеся солдаты лихо и беспорядочно разбежались в леса[210][211][212].
- 19 августа — сотня «Сероманцы» вместе с куренем «Галайда» под командованием Дмитрия Пелипа-«Эма» участвовала в бою с войсками НКВД возле села Пирятин Жовковского района. Со стороны УПА погибло 18 солдат, в том числе 7 из сотни «Сероманцы». Погибшие похоронены в общей могиле в Пирятинском лесу[213]. Согласно «хронике сотни „Сероманцы“», враг потерял 80 убитыми и 62 ранеными[214].
- 20 августа;
  - ночная атака УПА на Комарно. Целью было здание НКВД. Было захвачено почтовое отделение, подвергся нападению пункт ВНОС № 03098, здание РО НКВД штурмовали, освободив семнадцать заключённых (25 по другой версии). Потери партизан оценивались в шесть убитых[215].
  - атака УПА на погранзаставу возле Мостиски. Убиты начальник 89-го погранотряда войск НКВД полковник Никитюк и ещё 8 бойцов[208].
- 22 августа — возле села Бойничи Дрогобычской области был убит Ростислав Волошин (Павленко) — полковник, один из создателей УПА, командир тыла, один из ведущих лидеров ОУН-Б, председатель президиума Большого сбора Украинского главного освободительного совета (УГВР), секретарь внутренних дел УГВР. По одной из версий, Волошин погиб при переходе линии фронта, по второй — попал в засаду в доме Николяков, куда пришёл сообщить о смерти сына, по третьей — его ликвидировала служба безопасности ОУН за попытку создания альтернативной ОУН организации (НВРО)[216].
- 23 августа — в районе села Червоное Бережанского района уповцы атаковали колонну из 850 призывников в сопровождении 80 солдат. Семь красноармейцев погибли в бою, шесть были ранены. Также погибли восемь призывников и 12 были ранены. Уповцы по советским данным, потеряли восемнадцать человек[217].
- 27 августа — нападение кущбоёвки (40 боевиков) на мобилизационную команду из 5-й гвардейской армии РККА в селе Сокол Галичского района Станиславской области (уничтожен капитан и отпущены 3 рядовых)[218].
- 29 августа;
  - в лесу близ села Каров группировкой из 250 солдат ВВ, 450 бойцов 104 пограничного полка и 150 кавалеристов 29 гвардейского полка РККА был окружен курень УПА «Галайда» под командованием Дмитрия Пелипа. После трехчасовой артподготовки советы штурмовали позиции повстанцев с 9:00 до 16:00, обстреливали с 18:40 до 19:30, а затем снова ходили в атаки до 21:00. Под покровом ночи партизанам удалось прорваться из кольца. Советы оценили потери УПА в 625 человек убитыми. У них самих было 32 убитых и 48 раненых, один солдат пропал без вести[219]. По данным УПА, 10 партизан погибли и 12 были ранены. Два бойца УПА попали в плен. Потери советских войск оценивались примерно в 300 убитыми и около 200 ранеными[220].
  - произошла карательная акция войск НКВД с участием бойцов ИБ польской национальности над мирными жителями села Грабовец. Причиной такой жестокости, по одной из версий, столкновение с группой партизан, скрывавшихся в сарае, погибли восемь бойцов УПА. «Разогретые» противостоянием нападавшие, уничтожив группу УПА, начали пацификацию села. Были сожжены 300 хозяйств и расстреляны несколько мужчин. Были ранены также две женщины, одна из которых — связанная с подпольем — умерла. В общей сложности погибли 86 человек, а более семидесяти были арестованы[221].
  - между Дрогобычем и Стрием партизаны пулемётным огнем сбили самолёт У-2. Пилот и полковник 8-й воздушной армии, управлявшие этим самолётом, погибли[222].
- 31 августа;
  - атака двух боёвок СКВ на Езуполь. Партизаны штурмовали отделение НКВД, расстреляли трех офицеров и секретаря, освободили 7 арестованных и изъяли архивы[223].
  - украинские партизаны у села Богровка на Станиславщине убили одного и разоружили двух солдат Красной армии, сопровождавших шестерых венгерских военнопленных. Освобождённые пленники, вероятно, были отпущены[224].
  - в селе Тайкуры боёвка Сб-ОУН под командованием коменданта СБ Здолбуновского надрайона Николая Миськова-«Бойко», переодетая в красноармейскую форму, уничтожила спецгруппу отдела борьбы с бандитизмом (ОББ) Управления НКВД из 10 человек под командованием Александа Пивоварчука[225].

### Сентябрь
- 6 сентября — на гарнизон 6-й роты 169-го СП 9-й СД ВВ НКВД в с. Грива (теперь не существует) совершил нападение курень УПА-Север под командованием Алексея Громадюка-«Острожского». Выставив на соседних постройках ряд огневых точек повстанцы внезапно открыли огонь, когда бойцы ВВ осуществляли физзарядку и мылись во дворе. По советским данным, было убито 9 солдат ВВ НКВД, а повстанческие данные говорят о более чем 40 погибших и трофеях — 1 пулемёт Максима, 5 — ДП-27, 12 автоматов, 16 винтовок СВТ-40 и 12 винтовок Мосина[226]. Кроме того, в повстанческую засаду попала машина с 2 отделениями 169 полка со станковым пулемётом, которая ехала на помощь 6-й роте. На крутом повороте возле с. Грива машина была внезапно обстреляна повстанцами, в результате чего погибли 14 солдат и 1 пропал без вести[227].
- 13 сентября — одновременная атака куреня УПА «Бешеные» (командир Василий Андрусяк-«Резун») на Богородчаны и Лисец[228]. В Богородчанах повстанцы около часа осаждали местный рай-отдел НКВД, а когда пришло подкрепление повстанцы отступили. Партизаны также атаковали местный военкомат, где убили начальника и районное управление связи, где в плен попали радистка (ей удалось успеть позвать подкрепление) и охранник здания. В Лысце УПА уничтожило телефонную связь и более трех часов обстреливала здания РО НКВД и РО НКГБ. По советским данным, в Лысце было убито четыре сотрудника НКВД и поляк, ранены две польские женщины. Партизаны потеряли 1 убитого и одного раненого[229].
- 17 сентября — бой в районе села Урмань Бережанского района Тернопольской области. После неудачной акции по зачистке леса в повстанческую засаду попала 3-я рота 187-го батальона внутренних войск НКВД. Почти полностью уничтожена перекрестным огнем. Бой длился 11 часов, затем с наступлением сумерек партизаны отошли к Бережанам. Оценки этого столкновения разные. По данным Советов, УПА потеряло 300 человек, и они также лишились двадцати обозов с оружием и боеприпасами. Войска НКВД потерял 12 убитыми, 18 ранеными и двое пропавших без вести[230]. Согласно отчёту УПА, Советы потеряли 97 человек убитыми, было захвачено три гранатомёта, а также другое оружие и боеприпасы. О собственных потерях ничего не говорится[185].
- 30 сентября—1 октября — Перемышлянский районный отдел НКВД организовал оперативно-войсковую операцию против куреня «Сероманцы» (5 сотен, командир Дмитрий Карпенко—"Ястреб"), который располагался в Унивском лесу. Когда районные чекисты и солдаты 209 батальона и отдельного батальона боевого обеспечения 17-й бригады (всего 460 солдат[231]) пошли в наступление, «Сероманцы» встретили их на оборудованных для обороны позициях. С 9 утра до 23 часов вечера войска НКВД при поддержке орудий, миномётов, танков провели 22 атаки, которые были отражены украинскими повстанцами. Бойцы УПА несколько раз контратаковали. Ночью, несмотря на окружение, УПА, разделившись на небольшие группы, начали прорыв из «котла» в сторону Пнятина. Когда войска НКВД поняли, что произошло, они отправили группу из 50 солдат при поддержке лёгких танков в погоню и настигли партизан в Пнятине в тот момент, когда те отдыхали и готовили еду. Советское наступление остановил «Ястреб», лично повредив из противотанкового ружья один из танков. Результаты боёв, продолжавшихся ещё до конца суток 1 октября, по данным советского документа выглядят так: 165 повстанцев убиты, 15 взяты в плен при собственных потерях 6 убитых и 32 раненых. Оружейные трофеи составили 31 ружье, 6 автоматов, 5 ручных и 1 крупнокалиберный пулемёт, 2 противотанковых ружья, боеприпасы (45 единиц оружия)[232]. УПА признали потери в 17 убитых и 25 раненых под Унивом, 7 убитыми и 8 ранеными в Пнятине. По их оценкам, у войск НКВД было 170 убитых и 120 раненых[233].

### Октябрь
- 7 октября — нападение Перемышльского куреня «Лютый» (ВО-4 УПА-Запад командир Михаил Гуштак, от 150 до 500 воинов) на райцентр Сколе Дрогобычской области. Целью нападения было проникнуть на территорию госпиталей 18-й армии (эвакогоспиталь № 1530 и главный полевой эвакопункт № 101). Не сумев взять здания штурмом уповцы отступили. По советским данным в ходе многочасового боя убито 10 бандеровцев и один взят в плен. Советские потери: убито 10, ранено 5[234].
- 9 октября — был издан совместный приказ по НКВД и НКГБ «О мероприятиях по усилению борьбы с оуновским подпольем и ликвидации вооруженных банд ОУН в западных областях Украинской ССР». С этого момента началась в буквально смысле слова тотальная война с подпольем. В соответствии с приказом, в областях, где были наиболее сильны позиции националистов, создавались специальные оперативные участки, в которые входило несколько районных оперативных групп. Во главе участков стояла опертройка, состоявшая из региональных руководителей НКВД, НКГБ и командира крупнейшей дислоцированной в области воинской части. Опергруппами руководили как правило главы районного отдела НКВД или НКГБ. Западные области УССР разделялись на 2 зоны ответственности — Львовской, Станиславской, Дрогобычской и Черновецкой областью занимались наркомы НКВД УССР Василий Рясный и НКГБ УССР Сергей Савченко, и начальник пограничных войск Украинского округа Бурмака; Ровенская, Волынская и Тернопольская области были в ведении заместителей наркомов Тимофея Строкача и Даниила Есипенка, и начальника ВВ НКВД Украинского округа Михаила Марченкова. В общем, на борьбу против УПА были брошены более 30 тысяч солдат НКВД. Во многих селах были созданы подчиненные НКВД истребительные батальоны (ИБ)[235].
- 10 октября;
  - нападение боёвки УПА (10 человек) на Березновский военкомат. Партизаны в режиме «Стелс» сняв часовых, забрали оттуда 17 винтовок, 2 автомата, 1 Противотанковое ружьё и 300 патронов и, увели с собой 70 допризывников[236].
  - массовое убийство украинцев в Руде-Ружанецкой (ныне — в Подкарпатском воеводстве Польши), совершенное 10 октября 1944 г. бойцами польской Гражданской милиции и местными поляками, в результате чего погибли 33 украинца (по другим данным — 32). Мотивом для бойни была месть за убийство бойцами УПА лесничего неподалёку от села днём ранее[237].
- 10-11 октября — подразделения 24-й бригады внутренних войск НКВД в районе сел Сатыев и Лукаревка Млыновского района Ровенской области проводили операцию по ликвидации сотни «Вьюна». Один из заслонов для блокировки повстанцев был выставлен в с. Перемиловка и в 9:00 младший лейтенант Горбунов разрешил солдатам взвода противотанковых ружей (ПТР) 220-го ОСБ начать завтрак. Именно в момент завтрака их внезапно атаковали прорывавшиеся из окружения бойцы УПА. Взвод не оказал никакого сопротивления, понес потери в живой силе и вооружении. Погибли 17 человек, в том числе офицеры: мл. лейтенанты Горбунов и Коравкин[238].
- 12 октября — отряд УПА напал на один из сельских советов Ратновского района. Националистами были захвачены семеро милиционеров и членов местного актива. Позднее все были расстреляны. Забрав документы, бандеровцы сожгли здание сельсовета и отошли. Позже на помощь подошёл батальон НКВД, который устроил погоню за уповцами и, нагнав их перебил по собственным данным — до 26 боевиков, в том числе командира «Орлика» (Василия Горуна)[239].
- 15 октября — в овраге у горы Яворина близ села Липа бойцы 14-го пограничного отряда НКВД (три комендатуры и взвод автоматчиков общей численностью 480 человек) обнаружили и штурмовали штаб старшинской школы УПА «Олени». Место пребывания «Оленей» было выдано бывшим инструктором-оружейником этой школы Константином Караевым (Кацо). В бою в погибли 18 повстанцев, среди них был и командир школы майор Фёдор Полевой (Поль). Ещё пятеро повстанцев попали в плен. Нескольким уповцам удалось вырваться. Среди них оказался и сотник Василий Брылевский. Тела павших после опознания советские органы госбезопасности оставили в овраге, где они и похоронены в общей могиле[240].
- 20 октября — ночное нападение УПА (куреня «Рена») на Перегинское. Бой длился до 5 часов утра. Сожжены административные здания. В ходе боя, по данным УПА было убито двое повстанцев и ещё несколько ранено. По подсчетам подполья, погибло 52 бойца НКВД[241].
- 22-25 октября — в Яворовском районе Львовщины в лесу у реки Сухая Липа подразделения 88-го пограничного отряда НКВД и частей 6-й советской армии с танками и самолётами пытались окружить и разгромить курень УПА «Галайда» под командованием Дмитрия Пелипа («Эмма»). После дневного боя повстанцы смогли прорваться на польскую территорию — в Любачевский район. После возвращения на Яворовщину 25 октября куреню пришлось снова держать несколько-часовую оборону в лесу между селами Щирец и Середкевичи, после чего пробиваться из окружения небольшими группами. В результате 3-дневной битвы, по советским данным, были убиты 348 повстанцев, более 100 были ранены и 30 захвачены в плен[242].
- 26 октября — доклад Лаврентия Берии о ходе борьбы с ОУН в западных областях Украины с 1 по 15 октября…1944 г.: «…проведено 688 чекистско-войсковых операций, в ходе которых убито 2946 и захвачено живыми 2723 бандита. Задержано 433 дезертира и 2028 уклоняющихся от службы в Красной Армии. Захвачены следующие трофеи: миномётов — 17, пулемётов — 202, ПТР — 14, автоматов — 245, винтовок — 1371, револьверов и пистолетов — 126, гранат — 2394, патронов — 297482, складов с оружием, боеприпасами и продовольствием — 42.Арестовано 42 активных члена ОУН и руководящего состава УПА. Явилось с повинной 465 бандитов и 104 уклоняющихся от службы в Красной Армии… Наши потери: убито — 39, ранено — 43 человека»[243].
- 27 октября — спецгруппа ВВ НКВД Вербского района проводила чекистско-войсковую операцию в селе Миньковцы Дубенского района Ровенской области, в 8 часов утра в чистом поле примерно 700 метров от деревни, с помощью сексота, были обнаружены два схрона, в одном из них засели четверо повстанцев, которые увидев облаву попытались с боем прорваться в лес, но погибли. Среди убитых был Харитон Ситорюк — дед украинского политика Юрия Сиротюка, одного из руководителей ВО «Свобода». После этих событий тот же сексот завел большевиков на ближайший хутор, недалеко от села Миньковцы, где также был схрон. Там были ещё двое повстанцев. Им предложили вылезти и после отказа их уничтожили. Все шесть тел погибших повстанцев советские силовики привезли под само село Миньковцы и бросили в ров[244].
- 28 октября — бой у села Лещава-Горная[укр.]. Самое крупное сражение УПА против советских частей на территории Польши. В пять часов утра у деревни отряд войск НКВД численностью до 300 бойцов был атакован превосходящими силами бандеровцев (до 500 человек, 70-80 автоматов). Бой шёл более 15 часов, причём к советским частям подошло подкрепление (до 800 человек с броневиками). По данным УПА, части НКВД потеряли 207 человек, два броневика и 13 грузовиков. УПА оценила свои потери в 17 убитых (в том числе сотенный командир «Фома»), восемь раненых, троих умерших от ран позднее[245]. В той битве участвовал сотник «Хрен» (Степан Стебельский), будущий организатор покушения на заместителя министра обороны Польши — генерала Кароля Сверчевского.
- 29 октября — около 2-х часов ночи уповцы осадили школу в селе Головин Костопольского района, где дислоцировалась 2-я рота 231-го батальона 20-й бригады ВВ НКВД со взводом крупнокалиберных пулемётов под командованием подполковника Павла Никульченко, обеспечивавшая охрану работы группы советско-партийных работников. Бой продолжался около 2,5 часов, после чего партизаны отступили. Советы потеряли от 12 до 74[246] убитых и пятнадцать (или семнадцать) раненых солдат и активистов. Из-за тяжёлых потерь преследование партизан не велось. За это провальное сражение командир 231-го ОСБ подполковник Никульченко приказом наркома внутренних дел СССР Лаврентия Берии был отдан под суд военного трибунала. А в конце декабря 1944 г., ожидая заседания трибунала, подполковник покончил жизнь самоубийством[247].

### Ноябрь
- 1 ноября — масштабная облава внутренних войск НКВД (около 5 тысяч бойцов) в Чёрном лесу и Болеховских лесах Ивано-Франковской области. У села Грабовка чекистами разгромлен лагерь краевой СБ, в котором находились около 60 повстанцев с членами краевой СБ-ОУН. В неравном бою погибли 27 повстанцев, в том числе командир куреня Иван Гонта-«Гамалия», заместитель референта СБ Провода ОУН Василий Турковский-«Павел», члены краевой СБ — Тимофей Галив-«Скалюк», Мирон Голояд-«Роман»[248].
- 10 ноября — в 7 км восточнее Ровно повстанцами с расстояния 50-60 метров был внезапно обстрелян грузовик 17-й бригады ВВ НКВД с 18 солдатами. Шофер был убит сразу, из-за этого машина свалилась в кювет. В результате обстрела с советской стороны погибло 5 солдат и 5 были ранены[249]
- 11 ноября — бой в районе села Рокитное. В засаду УПА (отряд «Дорош»: командир Никон Семенюк-«Стальной» и сотня «Кантового»; всего 300—350 человек) попала и была разгромлена рота 205 отдельного стрелкового батальона 16-й бригады под командованием заместителя командира батальона капитана Стулова. Бой длился три с половиной часа. Согласно данным УПА: погибло 117 солдат НКВД, а собственные потери составили 4 убитых и 12 раненых[250]. По данным советской стороны подразделение НКВД потеряло убитыми 26 человек, ранеными 10 и одного пропавшим без вести. Потери УПА составили 70 человек убитыми[251].
- 15 ноября — отряд УПА численностью в 200 атаковал военкомат в селе Крымно. Убит начальник, два лейтенанта и 2 солдата РККА, а также 2 бойца ИБ. Взято в плен 15 бойцов, позже освобождены[252].
- 18 ноября — курень УПА «Бешеные» под командованием Василия Андрусяка-«Ризуна» (до 300 бойцов) атаковал здание РО НКВД в райцентре Тлумач Станиславской области, где разгромил КПЗ, выпустив на свободу 40 бандеровцев и при этом перебив всех узников поляков (8 человек)[253].
- 21 ноября — советские власти выслали из села Сороцкое несколько украинских семей, которых обвинили в связях с националистическим движением. В тот же день близ села был ранен, попав в засаду УПА, а затем умер в госпитале в Скалате солдат ИБ Юзеф Кобылюк[254].
- 22 ноября — крупное подразделение УПА (бригада УПА-Север «Месть Базару») нанесло сокрушительное поражение подразделению 1-го батальона 220-го пограничного полка НКВД. 51 солдат во главе со старшим лейтенантом Фёдором Васильченко атаковал отряд Григория Троцюка-«Верховинца», который пришёл с территории Украины в Советскую Беларусь и занял высоту неподалеку от села Вечище Дивинского района Брестской области. Ожесточенный бой длился 4,5 часа. Пограничники уже овладели высотой, как уповцы обрушили на них град мин и ушли в контратаку. Подразделение Васильченко было окружено, расчленено на несколько групп, и, наконец, почти в полном составе уничтожено. Советское донесение признало гибель 29 солдат[255], включая командира группы, ещё двое числились пропавшими без вести. Повстанцев погибло 4 (по собственным данным) или 6 (по данным чекистов)[256].
- 23 ноября — две группы повстанцев общей численностью в 150 человек атакуют село Сороцкое. Одна группа УПА направляется на кладбище, где как раз должна была пройти похоронная процессия бойца Истребительного батальона — поляка Юзефа Кобылюка, убитого повстанцами двумя днями раньше. В его похоронах приняли участие много людей, преимущественно женщин и детей, а также десять бойцов ИБ. Когда похоронная панихида приблизилась к кладбищу, её обстреляли из засады из домов, принадлежавших депортированным украинцам. От первой очереди погибли девять женщин и отец Адам Джизга (раненого священника нападающие добили штыками). Солдаты ИБ ответили выстрелами, однако, когда потеряли трёх человек, включая командира, начали отступать. Между тем вторая группа партизан УПА ворвалась в село и начала расстреливать польские семьи, особенно те, родственники которых служили в ИБ. После побоища украинцы выбросили тело Кобылюка из гроба, положили на телегу единого погибшего товарища и отступили. Погибли 28 поляков (13 человек на похоронах, а в деревне — 15)[257].
- 24 ноября — возле села Красное на Станиславщине в боестолкновении с маневренной группой НКВД был ликвидирован командир округа «Буг» майор УПА Остап Линда, бывший командир роты батальона «Нахтигаль»[258].
- 25 ноября — курень УПА «Сивуля» под командованием «Искры» атаковал Солотвино. В бою повстанцы сожгли райотдел НКВД вместе с начальником, его семьей и заместителем, освободили 22 арестанта из КПЗ из скрылись. Истребительный батальон в количестве 90 человек сопротивления уповцам не оказал и разбежался. В ответ на нападение части НКВД устроили преследование повстанцев и настигли их у села Майдан. В ходе перестрелки по советским данным, в ходе перестрелки убито 66 националистов[259].
- 29 ноября — крупный отряд УПА (180 человек), под видом войск НКВД, прибыл в село Белый камень, где под предлогом оказания им помощи в проведении государственных хлебопоставок собрал в строй 18 бойцов истребительных батальонов, после чего их расстреляли. Националистами также убиты второй секретарь райкома ЛКСМУ, участковый уполномоченный РО НКВД, четыре члена боевки РО НКВД и семь бойцов Красной армии. Похищены председатель и секретарь сельсовета[260].

### Декабрь
- 1 декабря — нападение куреня УПА «Бешеные»[261] на Большовцы. Около 500 повстанцев два часа вели обстрел местного костела, служившего укрытием для партактива и офицеров НКВД, а также сожгли здания райкома партии и райуполнаркомзага[262].
- 3 декабря — партизаны УПА из сотни «Рыболовцы» нападают на село Чемеринцы. Происходит сражение с истребительными батальонами (ИБ), в результате которого часть села охвачена пожаром. По украинским данным, от пуль УПА погибает 45 членов ИБ[263].
- 5—6 декабря — сотня УПА «Орлы» совершила нападение на Тысменицу. Местные краеведы, ссылаясь на воспоминания оперуполномоченного Тысменицкого райотдела НКВД В. Шукайло, утверждают, что в нападении также участвовала сотня «Хмары» (Петр Мельник) при поддержке боевки «Зализняка» (Степан Иванилюк). Такое предположение вполне вероятно ввиду того, что в акции участвовало более 300 человек[264]. Повстанцы повредили линии связи, оцепили райотдел НКВД и военный комиссариат и обстреливали их в течение 5 часов. Атаковали также местную обувную фабрику, ограбив склады с кожей, и подожгли дом, в котором жил заместитель председателя местного райпотребсоюза, погибшего во время пожара. Повстанцы отступили только тогда, когда прибыла подмога из Станислава, в том числе один танк. По данным советской стороны потери большевиков составили: 1 убит и 1 ранен[259].
- 8—9 декабря — нападение отдела УПА на железнодорожную станцию Снятын. Взорваны 100 метров железнодорожных путей, разбился вагон, сгорели мост и спиртзавод. Через два дня, 11 декабря, атака повторилась, но Советы в этот раз отбили её без урона[265].
- 11 декабря — отдел УПА атаковал районный центр Яремче Станиславской области[266].
- 13-14 декабря — пограничные войска НКВД (примерно 600 солдат) по доносу бывшего бунчужного сотни «Пролом» Степана Гнатива—"Кармелюка", окружили село Розжалов, в котором в то время находилась на постое сотня «Пролом» Сокальского ТО-3 ВО-2 «Буг» под командованием хорунжего «Черемоша» и располагался центральный бункер Службы безопасности ОУН Сокальщины под председательством Алексея Бабского-«Сергея». Операцией руководили начальник 2-го пограничного отряда полковник Тимофей Сметанин и заместитель начальника пограничных войск НКВД по разведке подполковник Арташес Тер-Григорян. Во время облавы были убиты 146 человек: и повстанцев и крестьян, 5 человек были взяты в плен и полностью сожжены 60 хозяйств. Точные потери пограничников неизвестны (есть сведения об убитых офицере и 4 солдатах)[267][268].
- 17 декабря — нападение куреня УПА «Сероманцы» (командир Дмитрий Карпенко-«Ястреб») на райцентр Новые Стрелища Львовской области. Освобождены 40 арестованных[269], уничтожены от 5 до 35 (данные УПА[270]) военнослужащих и советских работников, 5 взято в плен, сожжены административные здания, убито 5 воинов УПА, в том числе и сам «Ястреб»[271].
- 18 декабря — в окрестностях села Залесье Здолбуновского района Ровенской области рейдовая группа НКВД окружила отряд поручика УПА Остапа Качана (Саблюк), командовавшего тактической группой «Винница» (УПА-Юг). После короткого боя он выстрелил себе в висок[272].
- 20 декабря — второе нападение УПА на Тлумач. Атаку осуществила сотня «Змеи» из ТО-22 «Черный лес» под руководством «Прута» (Павел Вацик), а по некоторым сведениям — и самого куренного «Ризуна» (Василий Андрусяк). Основная цель операции заключалась в освобождении пленников из КПЗ НКВД, а также по пополнении военной амуниции. Наскок стал полной неожиданностью для врага, потерявшего, по данным УПА 60 человек убитыми и ранеными[273]. Бой длился всего час. Удалось освободить 45 арестованных, сжечь здания милиции и тюрьмы. Лаврентий Берия в своей докладной отмечает другое количество освобождённых — 175 человек. Такое разногласие объясняется тем, что кроме непосредственных подпольщиков ОУН и УПА из-под ареста освободили также членов их семей, готовившихся к депортации. Успех атаки заключался и в том, что удалось захватить имущество из военных складов местных пограничников, перешедших в распоряжение тыловых подразделений УПА[271].
- 21-22 декабря — УПА нападает одновременно на 3 села — Толстобабабы, Завадовка, Коржова. Украинские партизаны убивают не менее 140 поляков, в том числе 32 бойцов истребительных батальонов: в Завадовке — 53 человека, в том числе 6 бойцов ИБ; в Коржовой — 15 человек; в Толстобабах — 72 человека, в том числе 26 членов ИБ[263].
- 22 декабря — в селе Юшковцы Львовской области в бою с подразделением внутренних войск НКВД погиб Иосип Позичанюк («Шугай», «Шаблюк»), один из руководитель политвоспитательной работы ОУН-УПА, член УГВР. Вместе с ним погибли командир ВО-5 «Маковка» Богдан Вильшинский («Орел») и окружной проводник ОУН Стрыйщины Костантин Цмоць («Модест»)[274].

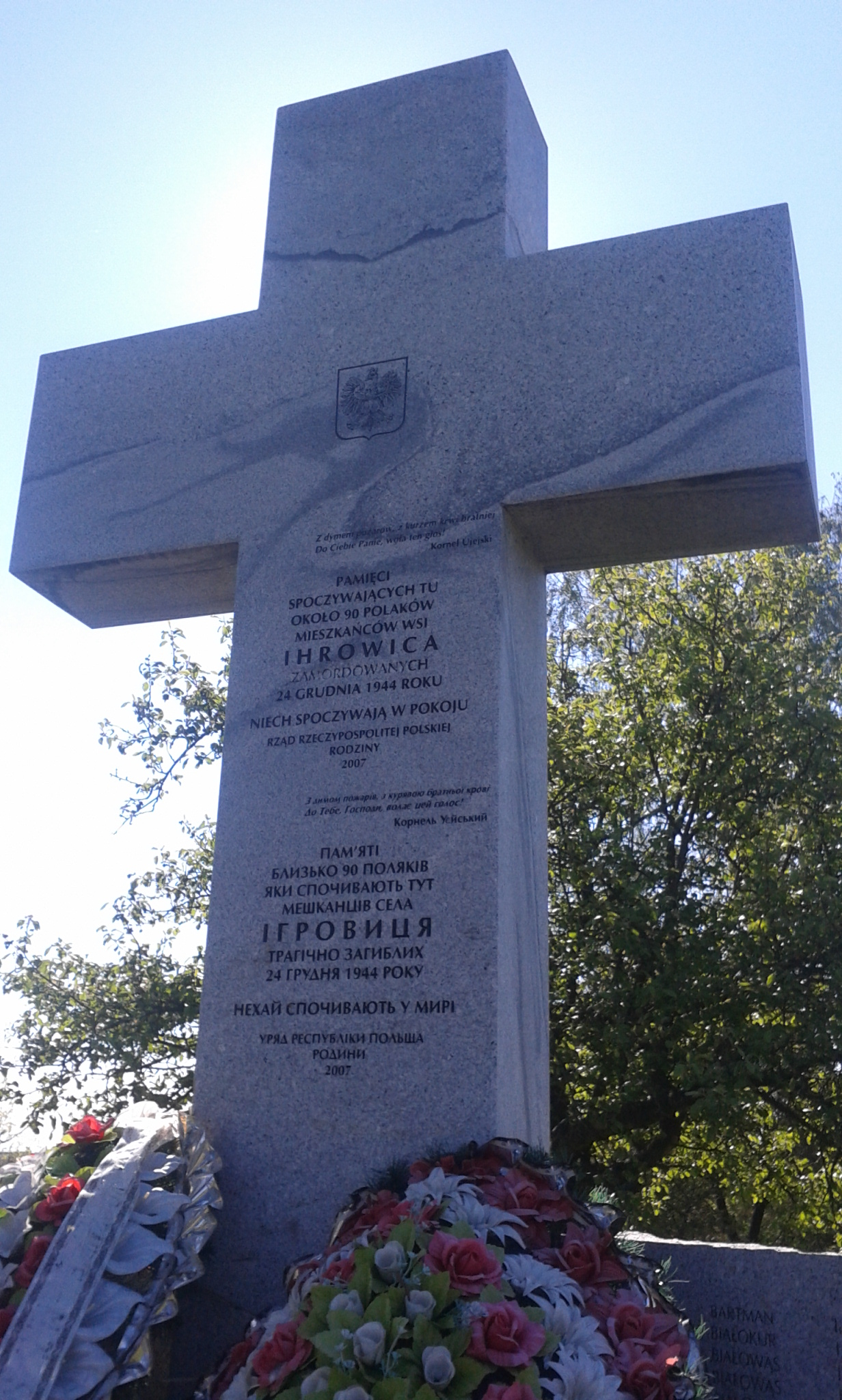
Памятник жертвам бойни в Игровице

- 24 декабря — сотня УПА «Бурлаки» (ТО-16 «Серет») под командованием Ивана Семчишина-«Чёрного» атаковала польское село Игровица в Тернопольской области. В селе существовал постоянный пост ИБ. Патрульные на окраине села заранее увидели наступление партизан. В схватке погиб один солдат ИБ, а второй попал в плен и был убит (найдена его отрубленная голова). Двое уцелевших бойцов ИБ побежали за помощью в село Великий Глубочёк. Уповцы напали на Игровицу тот момент, когда жители уселись за рождественский ужин. Их убивали в домах топорами и ножами. Одним из первых погиб священник Станислав Щепанкевич вместе с матерью, родными братьями и сестрами. Сопротивление УПА совершали всего лишь несколько бойцов ИБ, которые находились на посту. Несмотря на численное преимущество, националисты не захватили его. Выстрелы и звон колокола на башне предупредили жителей села, которые пытались спасаться бегством и прятались в разных укрытиях, а также у друзей-украинцев. Несмотря на это, были убиты около восьмидесяти поляков[275].
- 31 декабря — по данным НКВД УССР, за период с февраля по эту дату года против УПА было проведено 6495 военных операций, в которых было убито 57 405 партизан, 50 387 захвачено и задержано и 15 990 явилось с повинной. Из УССР было выслано 4744 семей партизан (13320 человек). В результате операций были захвачены: самолёт У-2, бронемашина, бронетранспортер, 35 орудий, 323 миномётов, 321 станковый и 2588 ручных пулемётов, 211 ПТР, 18 600 винтовок, 4200 автоматов и другое вооружение и снаряжение. типографий[276]. В боях с УПА в 1944 году Красная Армия и внутренние войска НКВД понесли такие потери: «убитыми и повешенными» — 157 офицеров и 1880 солдат и сержантов, ранеными — 74 и 1770 соответственно, «пропавшими без вести и уведенными в лес»[277].

## Хронология антипольского фронта ОУН-УПА

### Январь
- 1 января — отряд УПА командира «Остапа» ликвидировал польскую колонию Сераковка (Вербовский район, Ровенская область)[278].
- 11 января — в Малых Садах уповцы окружили подразделение 27-й Волынской дивизии АК под руководством Франтишека Пукацкого (Гжимса), но ночью те удачно вырвались из кольца, потеряв двух бойцов убитыми. Отряд переправился через реку Иква и достиг Панской долины[279].
- 19 января — соединение АК «Основа» после отмены приказа об атаке на Владимир-Волынский, получив информацию о планируемом УПА нападении на Белин, нанесло превентивный удар на Гнойное. Аковцы, однако, не смогли преодолеть сильную оборону неприятеля, и ночью отступили к Белину и Селискам[280].
- 27 января — отряд Украинской вспомогательной полиции совместно с боёвкой СБ-ОУН под руководством Дмитрия Купьяка (Клея) атаковали лесничество в селе Грабова, где находились члены Армии Крайовой и боевики польской самообороны. В результате нападения были убиты 9 человек, из них 6 офицеров и унтер-офицеров, в том числе Казимир Каминский и Станислав Собанский, а командир польской самообороны назвал эти потери «непоправимыми»[281][282].
- 29 января — бои отрядов УПА и сельской самообороны против наступления подразделений 27-й Волынской дивизии АК у деревень Квитневое и Щурин. Украинское село Квитневое сожжено поляками[283].

### Февраль
- 2 февраля — более 150 польских жителей города Лановцы под охраной небольшого немецкого конвоя и польских полицейских отправились на север — в Вишневец. По дороге между селами Великие Кусковцы и Снегуровка на колонну напал отряд УПА, разделив конвой на две части. Немцы и около 20 находившихся впереди польских полицаев бросились бежать, немецкий офицер, командовавший конвоем, не позволил подчиненным остаться и противостоять нападающим. Отрезанные поляки позади колонны, среди которых несколько полицейских со своими семьями, были окружены и, после небольшого сопротивления, убиты с помощью камней и дубин. Всего погибли 129 человек[284].
- 9 февраля сотня УПА «Сероманцы», вероятно, напала на село Подкамень (Рогатинский район), убив там 16 поляков[285].
- 12 февраля — бойцы УПА напали на мельницу в Модрыне, где на ночь прятались местные поляки. Повстанцы ликвидировали весь персонал мельницы, а затем подожгли её и несколько прилегающих зданий. Погибли более 30 поляков[286].
- 23 ферваля — возле села Гута-Пеняцкая в Бродовском районе в столкновении с партизанами АК погибает два солдата из разведывательного подразделения 4-го полка полиции СС, состоявшего из добровольцев с первого круга мобилизации в дивизию «Галичина» и которых приняли за переодетых уповцев. На помощь подразделению СС приходит сотня УПА «Сероманцы», которая нападает на поляков со стороны, давая возможность солдатам СС отступить[287].
- 28 февраля — отряды Армии Крайовой после ожесточенного боя с украинскими силами самообороны сожгли села Лиски и Костяшин. Потери с обеих сторон неизвестны[288][289].
- 29 февраля — три батальона 27-й Волынской пехотной дивизии АК пошли на штурм[англ.] базы УПА в Озютичах. Наступление застопорилось под пулемётным огнём (в частности, двух крупнокалиберных пулемётов, стрелявших из башни латинского храма и мельницы) и миномётов. Поляков к тому же обстреляли три немецких самолёта, которые прилетели, видимо, чтобы разведать ситуацию, и включились в схватку — погибли 20 бойцов, а ещё 20 были ранены. После боя за Озютичи, который закончился кровавым поражением польских подразделений, АКовцы отступили к Доминополю[290].

### Март
- 8 марта — польские партизаны из Батальонов хлопских под командованием майора Станислава Басая убили не менее 20 гражданских украинцев в селе Пригориле[укр.]. Поводом для резни была, вероятно стычка с подразделением УЛС неподалёку от села[291].
- 9-10 марта — отряды Армии Крайовой при поддержке батальона БХ Станислава Басая-«Рыси» атаковали около 20 сёл в Замойском и Грубешовском повятах, заселённых украинцами. В одной только Сахрыни было убито от 800 до 1240 украинцев[292]. В этот же день польские партизаны под руководством Басая сожгли село Шиховице и убили 137 местных жителей-украинцев, в Турковичах убито по меньшей мере 80 украинцев, 150 домов разрушены[293].
- 12 марта;
  - курень УПА под командованием Максима Скорупского-«Макса» штурмовал базу самообороны в католическом монастыре в местечке Подкамень Бродовского района Львовской области. В результате атаки полегли около ста человек. Некоторое количество поляков убили в городке[294].
  - части 27-Волынской пехотной дивизии АК в ходе боёв с УПА овладели Корытницей. Там якобы было убито 33 украинца[295].
- 15 марта — боёвка ОУН(б) под руководством Павла Пилипчука (Карпа) нападает на узкоколейную железнодорожную станцию Гоздов (Грубешевский район). Нападающие разрушают станцию и убивают 32 поляка. Среди жертв — 22 работника железной дороги[296].
- 15-16 марта — подразделения Армии Крайовой Львовской округи убили 60 украинцев в селе Глебовичи Свирские. Было сожжено 12 домов. Среди убитых были греко-католический священник, 4 семинариста, учитель и староста деревни. Польские потери: 1 легко ранен[297].
- 21-22 марта — подразделения Армии Крайовой Львовской округи убило 18 украинцев в селе Черепин[298].
- 22 марта — отряд Армии Крайовой сжег большую часть села Лески на Люблинщине и убил 62 украинца, в том числе 43 местных жителя и 19 неопознанных беженцев из других городов. Среди погибших было не менее 16 женщин и 9 детей[299].
- 24-25 марта — силы УПА начали массированное наступление на польскую базу самообороны в Мазярне Вавриковой. Перед атакой село было обстреляно зажигательными боеприпасами, что привело к пожару в соломенных домах, сделавшем любую организованную оборону невозможной. Поляки отступили на последнюю линию обороны — к церкви и каменным зданиям вокруг неё. Несмотря на первоначальный успех УПА, попытки штурма церкви обернулись для украинцев неудачей, штурм Мазярни Вавриковой остановили около 4 часов утра. Село почти полностью уничтожили, что заставило самооборону эвакуировать раненых и мирных жителей в окрестные деревни. В ту ночь в Мазярне Вавриковой погибло 28 поляков, в том числе 21 боец самообороны, в том числе: командир взвода Армии Крайовой Ян Левицкий[300]. С украинской стороны погибло около 12 уповцев[301].
- 27 марта — немецкие полицейские и армейские подразделения вместе с украинскими формированиями (Украинский легион самообороны, 5-й Галицкий полк полиции СС) после победного боя с партизанами Батальонов Хлопских пацифицируют село Смолигов[укр.] (Грубешевский повет, Люблинское воеводство). В результате было убито более 140 польских и около 60 украинских жителей[302].
- 31 марта — нападение[пол.] 1-го куреня ВО-2 «Буг» УПА-Запад (командир Тарас Онышкевич-Галайда, сотни Пелипа-Эма, Козюринского-Корсака, Капало-Бродяги, всего 500 бойцов) на укрепленный пункт Армии Крайовой (АК) в селе Остров. Бой длился с утра до полудня. Повстанцы отступили по причине смертельного ранения командира «Галайды». Вдобавок из Кристинополя железной дорогой подъехало немецкое подразделение. Поляки, восприняв его за повстанческое подкрепление, открыли по нему огонь, после чего немцы разбили их миномётным огнем. Стреляли немцы также по отступающим повстанцам. В бою погибли 16 бойцов УПА и по их завышенным оценкам около 500 польских партизан. Реальные потери польской стороны — 25 погибших в бою и 45 сгоревших в пожарах[303][304].

### Апрель
- 5 апреля — сотни УПА «Галайда», «Тигры» и «Пролом» под командованием Степана Новицкого-«Вадима» атаковали опорные пункты АК в Подледове[укр.], Жерниках[укр.] и Рокитном[укр.]. Аковцы едва ли сдержали наступление УПА, но повстанцы всё же овладели Жерниками, потеряв 11 бойцов[305].
- 9-10 апреля — сотни УПА «Галайда», «Тигры» и «Пролом» начали генеральный штурм польских позиций в окрестностях Посадова[укр.]. Там произошли ожесточенные бои с застигнутыми врасплох подразделениями АК. После 11-часового боя украинцы захватили этот населенный пункт, потеряв шесть партизан. Под давлением УПА польские подразделения отступили на линию реки Гучвы. Вместе с ними отступало на запад и гражданское население[306].
- 10 апреля — боевка СБ ОУН сожгла польское село Зады (Дрогобычская область). Убиты 35 поляков[307].

### Май
- 4 мая — сотня УПА «Зализняка» вошла в Чесанов, убив около 20 поляков и сожгла около 120 домов. Остатки населения эвакуировала АК[308].
- 8 мая — УПА напала на предместья города Буска — Воляны. Были сожжены большинство польских зданий, погибло два человека[309].
- 17-19 мая — пять сотен УПА атаковали село Набриж[укр.]. Первая атака была отбита, в связи с угрозой повторного наступления большая часть польского населения была эвакуирована за реку Гучва. 19 мая 1944 года наступление УПА возобновилось. На этот раз удачно. Поляки понесли потери и были вынуждены отступить с обороняемой территории, погибло 46 аковцев. Потери УПА составили 30 убитых и столько же раненых[310].
- 21 мая — сотни УПА «Сероманцы» и «Галайда» приняли участие в нападении на Андреевку[укр.] и Нароль, которые защищали АКовцы, овладев первым из этих населенных пунктов ценой трех погибших и десяти раненых. Поляков по данным УПА погибло более 60[311]. По польским оценкам, украинцы потеряли от 30 до 80 солдат и много раненых, в то время как поляки потеряли 13 убитыми и 25 ранеными[312].

### Июнь
- 1 июня — отряд АК сжег большую часть села Жерники[укр.] и убил 33 человека украинской национальности (в том числе 16 женщин и 2 детей)[313].
- 1-2 июня — польские партизанские отряды под командованием Зенона Яхимека-«Виктора» попытались пойти в наступление[англ.] на части УПА в Томашевском районе, но после круглосуточного боя, в частности под Речицей[укр.] и Ульгивоком[укр.], были вынуждены отступить за реку Гучва. Погиб семьдесят один солдат АК, около ста были ранены.[314]
- 10-11 июня — лесными частями Армии Крайовой численностью около 100—120 человек было совершено резню в деревне Шоломынь, погибло от девяти до нескольких десятков украинских крестьян. После появления боёвки УПА-Запад нападающие отступили, потеряв 3 боевика убитыми[315].

### Июль
- 16-17 июля — уповцы напали на село Красное Скалатского района. Убито 52 поляка, сожжено около сотни разных сооружений. Уцелели те, кто скрылся в местной латинской церкви и на плебании[316].
- 20 июля — сотней УПА «Сероманцы» было атаковано село Великие Очи. Там были убиты 13 или 18 поляков, остальные скрылись в латинской церкви, где была организована оборона. Атака на церковь, откуда поляки вели пулемётный огонь, не имела смысла, поэтому УПА отступила и сожгла восемьдесят домов[317]. Этой же сотней в соседних Змиевисках в тот же день были убиты семь поляков[318].
- 25 июля — во Львове якобы случилась стычка между АК и УПА в греко-католическом кафедральном соборе св. Юра. Тогда же распространился слух, будто бы немцы направили во Львов дивизию СС «Галичина». Желание отомстить за месяцы страха привело к тому, что в части города, занятой аковцами, произошёл ряд самосудов и убийств украинцев. Вероятно, что тогда их погибло около 70 человек[319].

## Междоусобная борьба между фракциями ОУН
- 14 января — неизвестные киллеры застрелили во Львове одного из лидеров мельниковской фракции ОУН полковника Романа Сушко. Подозрени упало на бандеровцев. Убийство осудил митрополит Андрей Шептицкий[320].
- 24 марта — мельниковцы из Украинского легиона самообороны арестовали в Устилуге боевика СБ-ОУН Василенко, который был послан в город на переговоры с венграми. Кроме того, арестовали они ещё нескольких бандеровцев из города. По результатам следствия Василенко и ещё одного бандеровца мельниковцы расстреляли, а остальные пополнили ряды УЛС[321].
- 31 августа — возле горной долины Буковое Бердо недалеко от Балигорода, курень УПА под командованием Мартина Мизерного-«Рена» окружил и разоружил мельниковский партизанский отряд им. Полуботка из 70 человек, а его партизан (в том числе Ивана Кедюлича-«Чубчика») в ультимативной форме принудили влиться в ряды УПА[322].